# Crise russo-turque de 2015-2016
Guerre civile syrienne
La crise russo-turque de 2015 débute le 3 octobre avec l'incursion d'un appareil militaire russe dans l'espace aérien turc. Elle continue durant l'automne 2015 et atteint un point critique le 24 novembre 2015 quand un F-16 de l'armée turque abat un Soukhoï Su-24 de l'armée de l'air russe. C'est la première fois qu'un État membre de l'OTAN abat un appareil russe ou soviétique depuis la guerre de Corée. 
Le pilote du Su-24 a trouvé la mort au cours de cet incident et le navigateur a pu être récupéré lors d'une opération de sauvetage qui a coûté la vie à un soldat de l'infanterie de marine russe. À la suite de cet événement, cette crise s'étend non seulement dans les domaines diplomatiques et militaires, mais aussi économiques, culturels et sportifs. La tension entre la Russie et la Turquie s'apaise le 29 juin 2016, après un contact direct entre le président russe Vladimir Poutine et son homologue turc Recep Tayyip Erdoğan qui s'engagent à normaliser les relations bilatérales.

## Contexte

### Tensions entre Turquie et Syrie
Les relations entre la Syrie et la Turquie étaient mauvaises bien avant la guerre civile syrienne. En particulier, la Syrie revendique le sandjak d'Alexandrette (pour la Turquie : la province d'Hatay). Cette revendication peut expliquer une attitude particulièrement nerveuse de l'armée turque quand cette province fait l'objet d'une intrusion.

### Le jeu des alliances

#### La Russie
La Russie est membre fondateur de l'Organisation de coopération de Shanghai et de l'Organisation du traité de sécurité collective.
Alliée du gouvernement syrien et de l'Iran, la Russie intervient militairement dans la guerre civile syrienne le 30 septembre 2015, le jour même d'une demande officielle d'« aide militaire » de la part de Bachar el-Assad,. L'aviation russe commence aussitôt une campagne de frappes aériennes en Syrie concentrée sur les provinces d'Idleb, de Hama et d'Alep, zones où se concentrent des djihadistes venus du Caucase russe, Tchétchénie et Daghestan en particulier, et des ex-républiques soviétiques d'Asie centrale comme l'Ouzbékistan et le Tadjikistan. Comme le souligne le directeur de l'Observatoire des pays arabes Antoine Basbous, « le Kremlin défend avant tout ses propres bases et veut s’assurer qu’elles ne sont pas à portée des missiles longue portée des rebelles ». L’organisation État islamique (dite aussi « Daech »), dont le porte-parole, Abou Mohammed al-Adnani, appelle dans un enregistrement « les musulmans en tous lieux à lancer le djihad contre les Russes et les Américains », est ciblée, de même que l’Armée syrienne libre. Mais l'aviation russe se focalise surtout sur les positions rebelles de l'Armée de la conquête dominée par le Front al-Nosra, branche syrienne d'Al-Qaïda,,,,,,,,, dont le chef Abou Mohammed al-Joulani a menacé la Russie en appelant « les moudjahidin du Caucase à soutenir autant qu'ils peuvent le peuple de Syrie (...) Si l'armée russe tue notre population, tuez sa population, si elle tue nos soldats, tuez les siens. Œil pour œil ».

#### La Turquie
La Turquie est membre de l'Organisation du traité de l'Atlantique nord (OTAN) depuis 1952 et candidate pour devenir membre de l'Organisation de coopération de Shanghai depuis juillet 2015. Elle est candidate pour rejoindre l'Union européenne depuis 1999 et elle a intégré la plupart des institutions de l'Europe comme le Conseil de l'Europe ou l'Organisation de coopération et de développement économiques (OCDE). Selon le journal Le Monde, Recep Tayyip Erdoğan est un « allié obligé de l’Europe » pour résoudre le problème des flux de migrants qui se réfugient en Union européenne.
Lors de la guerre civile syrienne, la Turquie soutient l'ensemble de la rébellion syrienne, dont l'Armée de la conquête, une alliance présente dans le gouvernorat d'Idleb et dominée le Front al-Nosra et Ahrar al-Cham,. En février 2014, Jonathan Schanzer, expert du Trésor américain en matière de financement du terrorisme, rapporte que la Turquie a failli être inscrite sur la liste du Groupe d'action financière, organisme qui lutte contre le financement du terrorisme international.
La Turquie est accusée par la Russie, la Syrie, le Parti de l'union démocratique (PYD), le Parti des travailleurs du Kurdistan (PKK), le Parti républicain du peuple,,, les Anonymous, par la vice-présidente du Bundestag et députée verte Claudia Roth,, par le ministre de la Défense de la république d'Arménie Seyran Ohanian, par des intellectuels français comme Jean-François Colosimo, Jean-Paul Baquiast ou Éric Zemmour et des médias occidentaux, et turcs,,,, de soutenir l'État islamique, notamment en laissant grandes ouvertes ses frontières à tous les candidats au jihad et de lui avoir fourni des armes par le biais du Millî İstihbarat Teşkilatı (MIT), le service de renseignement turc,,. Le président turc, après avoir toujours nié avoir livré des armes, se défend confusément en affirmant qu'il s'agissait d'aide humanitaire, ensuite d'une opération de l'imam Fethullah Gülen, un ancien allié qu'il accuse de vouloir renverser le gouvernement. Plusieurs médias turcs sont censurés ; une dizaine de gendarmes, cinq magistrats et deux journalistes, Can Dündar et Erdem Gül, sont arrêtés pour « espionnage ». Alain Dusart du journal L'Est républicain rappelle que 21 % des Turcs « estiment que Daech représente l'islam » et Reuters souligne que 10 % des Turcs ne considèrent pas Daech comme un groupe terroriste.
En 2014, la Turquie rejoint la coalition internationale menée par les États-Unis contre l'État islamique. Mais pour la Turquie l'ennemi numéro 1 est le PKK, et la lutte contre le régime syrien est considérée comme prioritaire par rapport à la lutte contre l'État islamique,.
La situation évolue à l'été 2015. Le 23 juillet 2015, trois jours après l'attentat de Suruç, la Turquie autorise les États-Unis à utiliser la base aérienne d'Incirlik pour bombarder l'organisation État islamique. La nuit suivante, elle mène ses premières frappes aériennes contre des positions de l'EI en Syrie mais engage également des frappes — plus nombreuses encore — contre les positions du PKK en Turquie et en Irak,,,,. Le conflit kurde en Turquie est relancé et l'État islamique déclare la guerre à la Turquie, il qualifie Erdoğan de « Satan » et appelle à la prise d'Istanbul,,,.

### Situation géopolitique

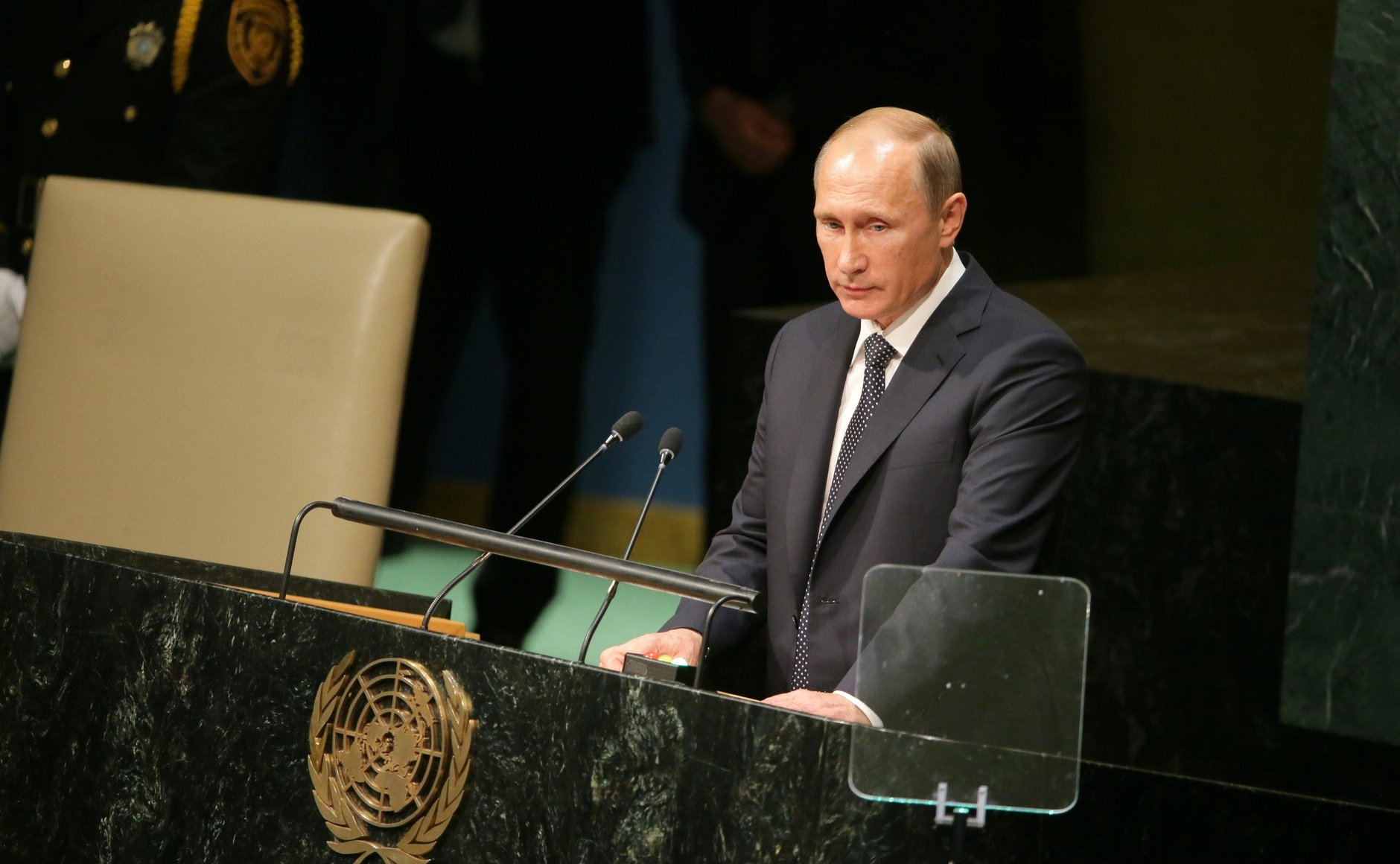
Vladimir Poutine devant l'Assemblée générale des Nations unies appelant à une large coalition contre l'État islamique.

La Russie et la Turquie sont opposés sur le dossier de la guerre civile syrienne. La Russie en tant qu'« allié indéfectible » du régime syrien d'Assad répond à la demande d'aide militaire du dirigeant syrien du 30 septembre 2015,. Depuis l'intervention de la Russie, l'équilibre des forces est dorénavant en faveur du régime syrien, et la Turquie est « la grande perdante ». Selon le directeur adjoint de l’Institut de relations internationales et stratégiques, Didier Billion, Erdoğan « a développé une obsession quasi pathologique contre Bachar, devenant l’un des principaux soutiens de la rébellion » syrienne en soutenant l’Armée de la conquête et en étant complaisant avec l’État islamique.
Le 28 septembre 2015, dans son discours devant l'Assemblée générale des Nations unies, Vladimir Poutine appelle à une « large coalition anti-terroriste » pour combattre les jihadistes. Cette large coalition regrouperait la coalition internationale, la Russie, l'Iran et le régime Syrien. Les attentats du 13 novembre 2015 à Paris font changer la stratégie de la France. François Hollande appelle lui aussi à une large coalition anti-daech, sa priorité devient la lutte contre l’État islamique et le sort d'Assad passe en second plan,, rejoignant ainsi l'avis de la chancelière allemande Angela Merkel. Le 15 novembre 2015, pendant le sommet du G20 à Antalya, Moscou et Washington ont amorcé un dégel et ont rapproché leur position. Jean Marcou, directeur de relations internationales à l’université de Grenoble note que « depuis les attentats de Paris, les Turcs assistent à une sorte de convergence des deux coalitions, celle des Russes avec Bachar Al-Assad et celle des Occidentaux, tous contre Daech » et Billion souligne que ce tournant stratégique isole la Turquie dans le dossier syrien.

### Politique de Défense de l'espace aérien turc

#### Règles d'engagement
Depuis la destruction d'un RF-4E Phantom de reconnaissance par un missile sol-air syrien au-dessus de la mer Méditerranée le 22 juin 2012, la Turquie a annoncé qu'elle changeait ses règles d'engagement et considérerait tout avion syrien en approche comme une menace pour sa sécurité et l’abattrait. Elle a abattu avant cet événement quatre drones syriens ou d'origine russe, un hélicoptère Mil Mi-17 franchissant ses frontières et un chasseur MiG-23 syrien qui aurait violé l'espace aérien turc, selon Ankara, dans les environs de Kessab, un village syrien situé près de Lattaquié.
Les Turcs surveillent toutes les intrusions dans leur espace aérien avec des patrouilles en vol vingt-quatre heures sur vingt-quatre et sept jours sur sept, notamment au-dessus de la province de Hatay, ainsi que sur toute la zone frontalière, comme le démontrent les précédentes interceptions où leurs F-16 interviennent majoritairement lors de décollages d'urgence,,,,,,, et lors de patrouilles,.

#### Zone d'exclusion aérienne
En 2012, le Premier ministre turc Erdoğan obtient le retrait de l’armée syrienne d'Assad sur une grande partie des 800 kilomètres de frontière qui séparent la Turquie et la Syrie. Selon Fabrice Balanche, « les avions syriens ne pourraient pas survoler ce territoire sous peine d'être abattus. C'est dans ce but que des missiles Patriot ont été installés en Turquie à l'automne 2012 ».
La Turquie veut mettre en place une zone tampon qui comprend une zone d'exclusion aérienne, d'une largeur de 20 km en territoire syrien « pour accueillir et protéger les personnes déplacées ». En mai 2015, selon le politologue Ziad Majed, « une zone d'exclusion aérienne signifierait presque la chute du régime » mais aussi une déclaration de guerre contre la Syrie. Ce projet, qui a la faveur du président Hollande, est refusé, le 1er décembre 2014, par les Américains et le 5 octobre 2015 par le vice-ministre russe des Affaires étrangères, Mikhaïl Bogdanov, en déclarant que la proposition de créer une telle zone « ne se fonde ni sur la charte de l'ONU, ni sur le droit international » et qu'il faut respecter « la souveraineté des pays ».

### Principales étapes
La presse parle de crise à partir d'octobre 2015 mais les incidents de frontière se produisent régulièrement dans la zone. Voici les principales étapes.
- 10 octobre 2012 : un Airbus A-320 reliant Moscou-Damas, a été intercepté par deux avions F-16 de l'armée de l'air turque et forcé d'atterrir à l'aéroport d'Ankara-Esenboga pour des contrôles de sécurité, soupçonné de transporter des armes pour l'armée régulière syrienne[93]. Erdoğan affirme que l'avion transportait « de l'équipement et des munitions à destination du ministère de la défense syrien »[94]. Or l'avion de ligne transportait 12 caisses contenant des éléments de radar russe destinés à équiper le système syrien de défense antimissiles[95] qui ont été confisqués par les autorités turques. Mohammad Ibrahim Saïd, le ministre syrien des Transports, qualifie cette interception de « piraterie ». La PDG de Syrian Arab Airlines, Ghaidaa Abdul-Latif déclare que cette interception « est contraire aux règles » et va porter plainte auprès des autorités aériennes internationales[96].

- 22 octobre 2013 : deux F-16 turcs ont décollé et intercepté un Iliouchine Il-20 russe qui circulait dans l'espace aérien international en mer Noire, parallèlement au littoral turc, pour empêcher une tentative potentielle de violation de l'espace aérien turc vers Ordu[97].
- 3 mars 2014 : huit F-16 turcs ont décollé et escorté un Il-40 Brawny, un avion de reconnaissance russe volant le long du littoral de la mer Noire dans l'espace aérien international[98].
- 18 mars 2014 : à cause de l'annexion de la Crimée par la Russie, Erdogan téléphone à Poutine afin de menacer d’interdiction le passage des détroits du Bosphore aux navires russes[99].
- 2 avril 2014, le ministre turc des affaires étrangères, Mevlut Çavuşoğlu, déclare que son pays ne reconnaît pas l'annexion russe de la Crimée[100].
- 3 octobre 2015 : deux F-16 turcs interceptent un chasseur russe qui sera identifié plus tard comme un Soukhoï Su-30[101] violant l'espace aérien turc près de Yayladağı alors qu’il participait à un raid en Syrie[102]. L’ambassadeur russe à Ankara a été convoqué par les autorités turques pour faire part de leur « vive protestation »[103]. Le porte-parole du ministère de la Défense russe, le général de division Igor Konachenkov, explique que l'« avion militaire russe Su-30 est entré durant quelques secondes dans l'espace aérien turc, lors d'une manœuvre, alors qu'il rentrait à son aérodrome (…) Cet incident est le résultat de mauvaises conditions météorologiques dans cette zone. Il ne faut pas y voir un quelconque complot »[104]. En novembre 2015, le général Viktor Bondarev déclare que le Su-30 est entré dans le territoire turc en exécutant une manœuvre d'évitement alors qu'il était accroché par un système de défense antiaérienne au sol dans le nord de la Syrie[105].
- 4 octobre : incident entre un MiG-29 non identifié[106] et deux F-16 turcs. Le ministre russe des Affaires étrangères Sergueï Lavrov déclare que « nous n’avons même pas de MiG-29 dans nos bases en Syrie »[107]. Par contre, l'armée de l'air syrienne est dotée d’une soixantaine d’appareils de ce type[108].
- 5 octobre : mise en garde de la Russie par l'OTAN[109].
- 8 octobre, lors d'un déplacement au Japon, Erdoğan brandit la menace économique contre la Russie, en lui rappelant ses intérêts commerciaux en Turquie[110].
- 13 octobre : Ankara convoque les ambassadeurs américains et russe pour les mettre en garde contre toutes formes d'aides aux combattants kurdes de Syrie dans le cadre de la campagne contre Daech[111].
- 16 octobre : un drone non identifié[112] de fabrication russe qui aurait pu être utilisé par la Russie, la Syrie, l'Iran ou les Kurdes[113] est abattu par la Turquie[114].
- 20 novembre : lors du sommet du G20 de 2015, Poutine déclare que : « j'ai donné des exemples basés sur nos données du financement de Daesh par des individus privés. Cet argent vient de 40 pays, parmi lesquels participent des pays membres du G20 ». Selon le spécialiste du Moyen-Orient, Frédéric Encel, le président russe vise l'Arabie saoudite et la Turquie[115]. Le même jour, convocation de l'ambassadeur russe par Ankara[116] à la suite du bombardement de villages turkmène qui abritait des groupes rebelles armés et financés par la Turquie[117].
- 23 novembre : 1 700 réfugiés turkmènes se massent à la frontière turque[76].
- 24 novembre : destruction d'un Soukhoï Su-24 russe par un F-16 turc à la frontière turco-syrienne dans la zone du mont Turkmène.
- 25 novembre : rassemblement devant l'ambassade turque à Moscou de plusieurs centaines de manifestants[118] à la suite de la destruction du bombardier russe qui a conduit à la mort de deux militaires russes. L'édifice a été la cible de jet d’œufs, de tomates et de pierres[119].
- 26 novembre : Ankara convoque l'ambassadeur russe afin de dénoncer les violences visant son ambassade à Moscou. Le même jour, la Douma présente un projet de loi sur la pénalisation de la négation du génocide arménien en 1915 par l'Empire ottoman[120].
- 28 novembre : des députés de la Douma, menés par Sergeï Gavrilov du groupe interpartis pour la défense des valeurs chrétiennes[121],[Citation 5], demandent la restitution de la basilique Sainte-Sophie de Constantinople à l’Église orthodoxe[121].
- 30 novembre : le groupe de pirates informatiques Turcs, la Turk Hack Team, bloque durant dix minutes la Banque centrale de Russie par une attaque par déni de service[122].
- 3 décembre : un groupe de hackers turcs a piraté le compte Instagram du ministre des communications Nikolai Nikiforov. Pendant plus de neuf heures, des images d'un avion militaire, des drapeaux turcs et un portrait de Mustafa Kemal Atatürk ont été affichés sur le compte de partage de photos et de vidéos du ministre russe[123].
- 7 décembre : convocation de l'ambassadeur russe à Ankara au motif que le 6 décembre, un soldat russe portait à l'épaule un lance-missile sol-air à bord du bâtiment de débarquement Tsezar Kounikov pendant qu'il croisait dans les eaux turques[124]. Ankara a prié l'ambassadeur russe « ne pas voir se répéter des actions non conformes à la convention de Montreux »[125].
- 13 décembre : le chalutier turc Geçiciler Balıkçılık[126] en approche du destroyer russe de classe Kachine Smetlivy qui avait jeté l'ancre au large de l'île de Lemnos dans le nord de la mer Égée[127] à moins de 600 mètres aurait contraint le navire russe à utiliser des armes à feu contre ce dernier « afin d'éviter une collision »[128],[129]. Le capitaine du chalutier dément les tirs et déclare n'avoir pas eu connaissance de la nationalité du navire de guerre[130].
- 21 décembre : le groupe Anonymous revendique une vaste cyberattaque des serveurs turcs qui ralentit ou met temporairement hors service environ 40 000 sites Internet gouvernementaux, bancaires et commerciaux. Cependant, les médias turcs désignent la Russie comme responsable de ces méfaits[131],[132].
- 1er janvier 2016 : début de l'embargo russe sur les produits turcs[133].
- 21 janvier : un groupe de cyber-pirates turcs nommé WKPF a modifié la page d'accueil de l’Econom Bank russe avec des moqueries sur Poutine. WKPF se vante aussi d'avoir volé des données clients. En même temps, le site officiel de l’ambassade de Russie en Israël est piraté par une équipe de hackers pro-turque de l'Azerbaïdjan, dénommé Börteçine Siber Tim[134].
- 29 janvier : la Turquie convoque l'ambassadeur russe à la suite d'une allégation de violation de frontière par un Soukhoï Su-34 à 11 h 46 locales hier (9 h 46 UTC[135] d'une durée de 20 à 30 secondes malgré des avertissements en anglais et en russe[136]. Cependant, le porte-parole du ministère de la Défense russe répond à ces accusations en disant que « les déclarations turques concernant la violation présumée de son espace aérien constituent de la propagande sans fondement » et ajoute que les accusateurs « ne peuvent être que des propagandistes qui ont regardé des films d’actions d’Hollywood »[137]. Le porte-parole du département de la Défense des États-Unis, John Kirby, confirme qu'un appareil russe a violé l'espace arien turc et otanien, mais ajoute que « ce n'est pas notre responsabilité de fournir la preuve aux Russes qu'ils ont fait quelque chose de mal »[138].
- 3 février : le ministère de la Défense russe accuse la Turquie d’avoir interdit un vol russe de reconnaissance dans le cadre du traité Ciel ouvert. L’itinéraire du vol russe, prévu du 1er au 5 février, avait été transmis à l’armée turque, mais les Turcs refusent le survol de son territoire au motif qu'ils n'ont jamais reçu le dit itinéraire. « Cela crée un précédent dangereux concernant l'absence de contrôle de l'activité militaire d'un État partie au traité Ciel ouvert »[139].
- 4 février : le porte-parole du ministère russe de la Défense, le général de division Igor Konachenkov, soupçonne la Turquie de dissimuler des activités militaires en vue d'une intervention militaire en Syrie à la suite du refus, la veille, du survol du territoire turc dans le cadre du traité Ciel ouvert. En outre, le général affirme qu'il a des « preuves irréfutables » que l'artillerie turque a bombardé des villes syriennes au nord de la province de Lattaquié et que des «convois humanitaires» turcs fournissent des armes aux groupes rebelles d'Alep et d'Idleb[140].
- 5 février : Erdoğan répond aux accusations formulées la veille par Moscou sur un projet d'intervention militaire turque en Syrie, en dénonçant qu'« actuellement, c'est plutôt la Russie qui est engagée dans une invasion de la Syrie » en faisant référence au soutien militaire russe à la suite de la demande de la Syrie[141].
- 10 février : la Russie adresse une lettre au Conseil de sécurité des Nations unies pour dénoncer l'aide de la Turquie au recrutement de djihadistes issus des anciennes républiques d'URSS d'Asie centrale, mais aussi au recrutement par la justice turque de détenus turcs dans les prisons du pays. La Russie dénonce aussi le transfert par des avions militaires turcs de terroristes de Syrie jusqu'au Yémen via la Turquie[142]. La porte-parole du ministère des Affaires étrangères russe, Maria Zakharova, déclare que son ministère étudié la proposition de parlementaires de la Douma de dénoncer le traité d'amitié et de fraternité avec la Turquie signé le 16 mars 1921[143].
- 15 février : selon le principe de réciprocité, la Turquie impose un visa à tous les journalistes russes venant travailler en Turquie[144].
- 16 février : à la fin du match de Ligue Europa Fenerbahçe-Lokomotiv Moscou, le joueur russe Dmitri Tarasov a exhibé un tee-shirt floqué du portrait de Poutine portant un béret vert, avec l’inscription en russe « Le plus poli des présidents ». Plusieurs quotidiens turcs ont dénoncé une « provocation d’un joueur de football russe »[145].
- 18 février : la Russie a exprimé ses profondes condoléances au peuple turc à la suite de l'attentat terroriste survenu à Ankara la veille[146].
- 19 février : la Russie convoque le Conseil de sécurité des Nations unies à la suite des déclarations du gouvernement turc pour une intervention militaire terrestre en Syrie[147].
- 24 février : Erdoğan accuse la Russie d'avoir violé l'espace aérien turc[148].
- 1er mars : Lavrov exige la fermeture de la frontière turco-syrienne pour couper les voies d'approvisionnement des terroristes[Citation 6],[149].
- 9 mars : lors d'une rencontre avec le président ukrainien Petro Porochenko, Erdoğan déclare ne pas reconnaître l'annexion de la Crimée par la Russie[150].
- 13 mars : Lavrov accuse la Turquie d'« expansion rampante » au-delà de sa frontière avec la Syrie[Citation 7] et insiste auprès de l'Organisation des Nations unies (ONU) que "selon nos informations, ils (les Turcs) fortifient leurs positions à quelques centaines de mètres de la frontière à l'intérieur de la Syrie et insiste auprès de l'ONU d'associer les Kurdes dans les négociations de paix[Citation 8] afin d'éviter le risque d'une partition du territoire syrien[151]".
- 19 mars : le vraquier Lira battant pavillon turc a dévié de son itinéraire et a percuté le pilier no 80 du pont provisoire qui doit relier le kraï de Krasnodar en Russie à l'île de Touzla dans le cadre du projet du pont du détroit de Kertch. Aucun membre d'équipage du navire turc n'a été blessé au cours de cette collision[152].
- 29 mars : à Istambul, l'équipe féminine de volley-ball du club de Dynamo Krasnodar est la cible d'insultes et de jets d'ordures de la part des supporters du club de Galatasaray[153]. L'attaquante du Dynamo Krasnodar Tatiana Kocheleva dénonce notamment le comportement de l'entraîneur de Galatasaray, qui leur « a adressé un doigt d’honneur »[154].
- 1er avril : le Conseil de sécurité des Nations unies publie un courrier daté du 18 mars 2016 de l'ambassadeur de la Russie auprès de l'ONU, Vitali Tchourkine, qui accuse la Turquie d'armer Daech en Syrie à travers des ONG turques, notamment les fondations Besar, Iyilikder et la Fondation pour les libertés et les droits de l'homme qui sont selon Vitali Tchourkine le front du renseignement turc en Syrie[155],[Citation 9],[156].
- 8 avril : deux agents des services de renseignement russes, Yuri Anisimov et Aleksandr Smirnov, soupçonnés du meurtre du séparatiste tchétchène Vahid Edelguiriev, assassiné par balles et achevé d'un coup de poignard à l'œil[157] le 1er novembre 2015, ont été arrêtés à Istambul par les services de renseignement de la Turquie Millî İstihbarat Teşkilatı (MIT)[158].
- 9 avril : le président du gouvernement russe Dmitri Medvedev évoque l'influence extérieure, notamment celle du « facteur turc », sur les incidents frontaliers du Haut-Karabagh d'avril 2016.
- 11 avril : le lieutenant-général Sergueï Roudskoï accuse la Turquie de continuer de fournir le Front al-Nosra, en hommes et en armes, en dépit du cessez-le-feu[159].
- 21 avril : la Turquie interdit l'entrée sur son territoire de Toural Kerimov, rédacteur en chef de l'agence de presse russe Sputnik en Turquie[160]. De plus, le site internet de l'agence Sputnik est bloqué par Ankara[161].
- 22 avril : Lavrov dénonce vendredi l'attitude « inacceptable » de la Turquie face au conflit du Haut-Karabakh[Citation 10] en réponse aux messages de soutien d'Erdoğan à l'Azerbaïdjan[162]
- 12 juin : le président turc Erdoğan envoie un message conciliant à Poutine à l'occasion de la fête nationale russe (fête de la souveraineté de la fédération de Russie) pour normaliser les relations bilatérales[163],[164].
- 13 juin au 17 juin : la Turquie réalise des missions d'observation au-dessus du territoire russe en vertu du traité Ciel ouvert[165].

- 23 juin : le porte-parole du président turc, Ibrahim Kalin, rappelle que la Turquie ne va pas s'excuser ou rembourser pour avoir détruit le Su-24[166].

## Destruction du Soukhoï Su-24 russe par l'aviation turque

### Circonstances

Trajectoires du Su-24 selon les versions russes et turques.

Les versions russe et turque des circonstances de cet incident divergent. Les faits en concordances sont les suivants. Le 24 novembre 2015 au matin, une paire de Su-24M de la 6980e base aérienne de la Garde de Shagol-Tcheliabinsk — sur les 24 en Syrie identifiés à l'époque — a décollé de la base aérienne de Hmeimim, située sur l'aéroport international de Lattaquié. Chacun d'eux était armé de 4 bombes à fragmentation OFAB-250-270 de 268 kg. Ils prennent pour cible des positions de la « 1re division côtière », une formation de rebelles turkmènes ayant rejoint l'Armée syrienne libre sur le djebel Zahiya au nord de Lattaquié et à cinq kilomètres de la frontière turque. Une paire de F-16C en patrouille du 182 Filo Atmaca (Escadron Faucon), venant de la base aérienne de Diyarbakır, abat ensuite l'ailier de la patrouille (code 19, no de série 0715323) à la frontière entre la Syrie et la Turquie par le tir au-delà de la portée visuelle d'un missile air-air AIM-120 AMRAAM.

#### Version de l'armée turque
La version de l'armée turque s'articule autour de trois points : les sommations par l'aviation turque, le survol du territoire turc par le bombardier russe et la légitime défense plaidée par la Turquie.

##### Les sommations
Selon les autorités turques, qui à la suite de l'accord du 15 novembre 2015 doivent recevoir de la Russie des informations sur chaque mission se déroulant à moins de 15 km de leur frontière, les avions russes font l'objet d'avertissements « dix fois en cinq minutes » étant donné qu'ils étaient à l'intérieur de la zone concernée de la part d'une patrouille de deux F-16C, sur les vingt affectés aux patrouilles aériennes de combat turques à la frontière syrienne, se situant à moins de 27 milles marins de leur position.
Pendant ce temps, les Su-24M commencent à effectuer une « orbite » parallèlement à la frontière, et n'émettent aucune réponse. Le leader de la formation rentre dans l'espace aérien puis ressort, obtempérant selon la lettre transmise à l'ONU à la Turquie à ses injonctions, tandis que son ailier entre à son tour en territoire turc en volant vert l'ouest. Un des F-16C effectue alors un tir d'AIM-120C sur le deuxième bombardier. Ces messages sont dévoilés le 26 novembre 2015 par l'armée turque. L'enregistrement d'une quinzaine de secondes est jugé de très mauvaise qualité, et les propos du pilote turc dans un « mauvais anglais » sont incompréhensibles, : « Ici l'armée de l'air turque. Vous approchez de l'espace aérien turc. Dirigez-vous vers le sud immédiatement »,. Dans l'enregistrement de l'armée turque, la voix du pilote russe est absente. L'enregistrement présenté par l'armée turque provient du journal saoudien Al-Arabiya, daté du 25 novembre 2015, rapporté par un pilote resté anonyme de la compagnie Middle East Airlines, qui déclare avoir entendu les avertissements en vol
, et confirme la position des chasseurs turcs à l'intérieur de leur espace aérien, visible sur le TCAS.
Mehmet Fatih Ceylan, représentant permanent turc à l’OTAN signale qu'« avant d’entrer dans notre espace aérien, ils ont été avertis 10 fois en 5 minutes de ne pas pénétrer notre espace aérien ». Or, Jacques Sapir évoque dans son blog qu'en faisant régner une zone tampon au-dessus de la Syrie sans mandat ni délégation des Nations-Unies, les chasseurs turcs auraient tiré de manière juridiquement illégale.

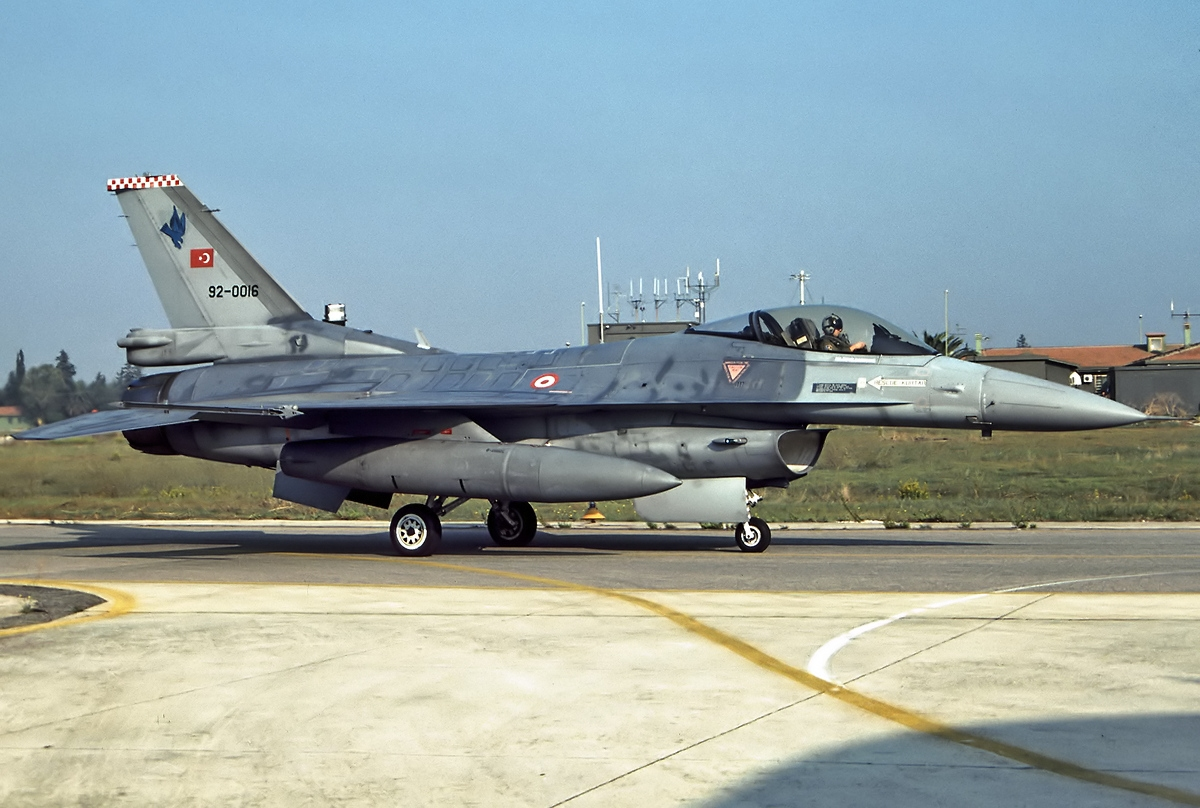
Un F-16 turc.

##### Survol de la Turquie
Un rapport turc transmis à l'ONU révèle que le Su-24, qui volait à 5 800 m d'altitude, a survolé le territoire turc sur une distance d'entre 2,13 et 2,52 km, pendant une durée de 17 à 24 secondes,. Cependant, selon les calculs de Tom Van Doorsselaere et Giovanni Lapenta, professeurs de mathématiques à l'université de KUL, l'avion russe abattu n'a passé que 7,5 secondes dans l'espace aérien turc, et non 17 secondes comme l'affirme la Turquie. Selon les calculs de l'historien militaire suisse Daniel Fuhrer, si le Su-24 a survolé 1,85 km de territoire turc en 17 secondes, alors il se déplaçait à l'allure extrêmement faible de 391 km/h, sachant que la vitesse de croisière de ce bombardier est de 980 km/h. L'expert suisse conclut que « les données turques ne correspondent pas aux images radar. Je pense que l'appareil russe a passé un temps beaucoup plus faible au-dessus du territoire turc, bien que techniquement ce type d'avion peut voler à 250 km/h ». Selon les calculs de Tom van Doorsslaere et Giovanni Lapenta, le bombardier russe volait à une vitesse de 980 km/h.
La chaîne turque Haberturk TV diffuse des images du bombardier russe en flammes, qui s'écrase dans le nord de la Syrie dans la région connue sous le nom de mont Turkmène.

##### Légitime défense
Erdoğan invoque « le droit de la Turquie à défendre ses frontières ». Or, Poutine déclare que les pilotes russes « ne menaçaient nullement la Turquie », et qu'ils « remplissaient leur mission principale » en frappant des groupes de terroristes dans le nord du gouvernorat de Lattaquié, en territoire syrien. Comme le souligne le quotidien suisse Le Temps, l'appareil russe était en train de quitter l'espace aérien turc pour retourner en Syrie, quand il a été abattu. Le Temps conclut qu'il est « difficile pour la Turquie, dans ces conditions, de revendiquer un cas de légitime défense pour justifier son acte ».

#### Version de l'armée russe

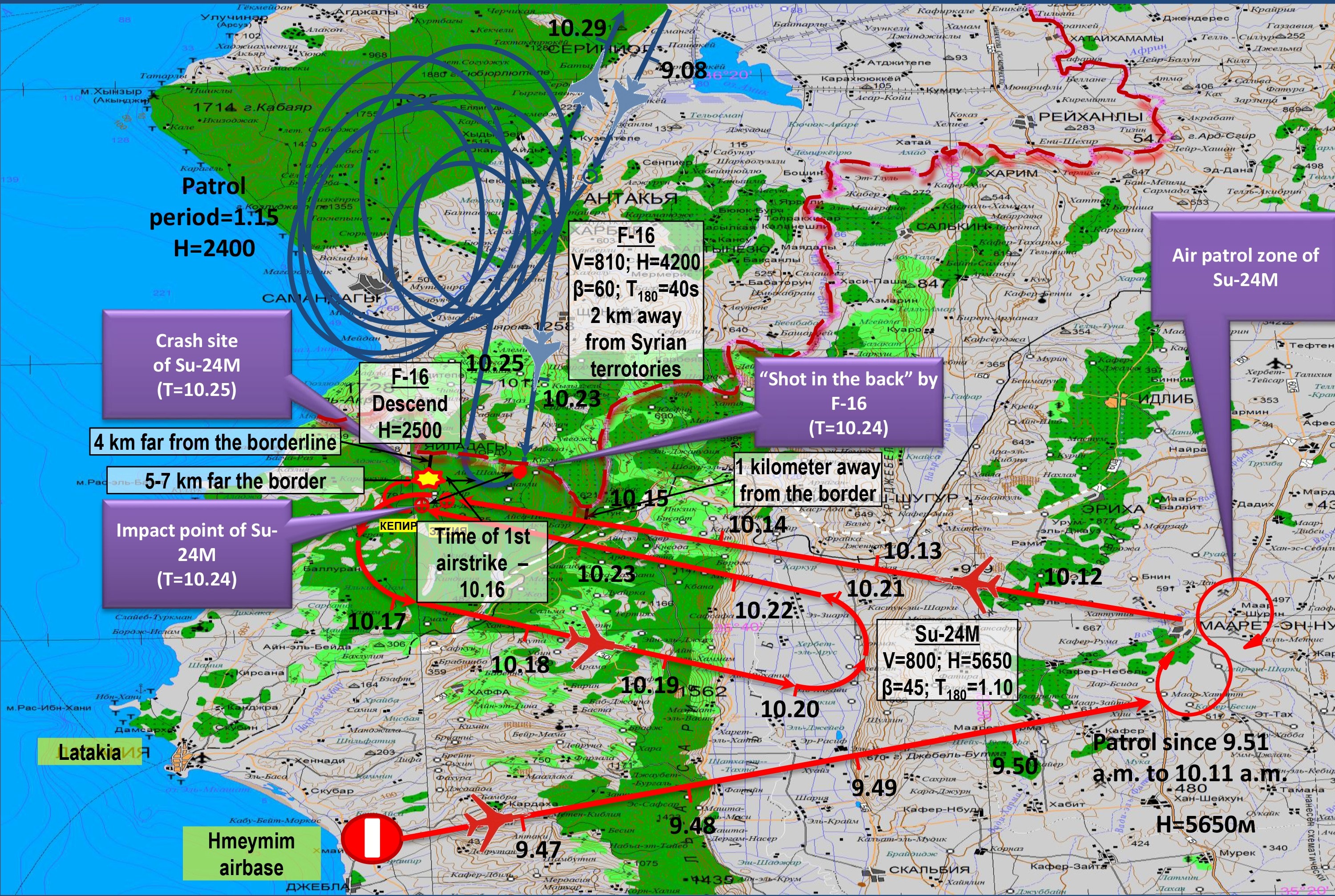
Carte et chronologie des événements, selon les forces russes.

Selon le commandant en chef des forces aérospatiales russes Viktor Bondarev, une patrouille de deux Su-24 armée de 4 bombes à fragmentation OFAB 250 décolle de sa base à 9 h 42 ; après avoir attaqué une cible à 5,5 km au sud de la frontière turque à 10 h 24, un des deux appareils est abattu par un tir de missile air-air, tiré entre 5 et 7 km de distance par un F-16 turc en patrouille aérienne à proximité à 10 h 24. La version de l'armée russe s'articule autour de trois points : l'absence de sommations par l'aviation turque, le non survol du territoire turc par le bombardier russe, et un tir au-dessus du territoire syrien par la Turquie.

##### Absence de sommation
Le 25 novembre 2015, le pilote russe Konstantin Mourakhtine raconte devant la presse son témoignage : « Nous étions en train de voler à une altitude de 6 000 mètres, le temps était dégagé, je pouvais voir parfaitement sur la carte et au sol où se trouvait la frontière et où nous étions », mais un missile « a soudainement frappé la queue de l'avion » pendant qu'il était « en train de rentrer à la base aérienne après avoir effectué sa mission de combat. Il n'y a eu aucune sommation. Pas d'échange radio, ni de contact visuel. Il n'y a eu aucun contact ». « Si [l'armée turque] avait voulu nous avertir, ils auraient pu se montrer en volant sur notre parallèle. Il n'y a rien eu du tout ». Cependant, les Turcs affirment avoir averti dix fois en cinq minutes par un message en anglais. Le colonel Steve Warren, porte-parole de l'armée américaine, confirme en disant que « nous étions en mesure d'entendre tout ce qui se passait, c'était sur des canaux ouverts ».
Les analystes ont noté que les avertissements de la Turquie ont été émis sur le canal militaire d'urgence 243 MHz, mais la radio R-862M qui équipe les Su-24 n'est pas en mesure de surveiller ce canal sans équipement en option. Il se pourrait que cet équipement n'eût pas été installé sur le bombardier abattu,. Kerry Buck, l'ambassadrice du Canada à l'OTAN, incite la Russie à utiliser ces canaux de communication en déclarant que « pour réduire les risques, il faut plus de transparence. Dans le cas qui nous occupe, on constate que les Russes n'ont pas répondu, alors il faut encourager les parties à utiliser les canaux de communication appropriés ».
Toutefois, selon Pierre Sprey, analyste militaire américain, le fait que les Russes ne peuvent capter cette fréquence est « un fait qui est bien connu des renseignements américains, otaniens et turcs ». « Ces avertissements peuvent avoir été délibérément transmis uniquement sur la fréquence civile internationale afin que le Su-24 ne puisse jamais les entendre ». La porte-parole du ministère des Affaires étrangères russe, Zakharova, raille en déclarant que l'enregistrement présenté par les Turcs est un faux ; elle affirme que « l'Internet est plein d'enregistrements, dont certains très intéressants, d'autres très drôles... Combien de temps a-t-il fallu pour éditer ce chef-d'œuvre ? Plusieurs jours ? Eh bien, sa valeur est claire, maintenant ».
Comme le souligne Mark Galeotti (en) dans The Guardian, lors d'incursions dans l'espace aérien, il est établi qu'on procède à des tirs de semonce et qu'on force l'intrus à quitter ou à atterrir. La procédure d'interception d'un appareil par un avion de chasse suit des règles codifiées internationalement et connues de tous les pilotes. En cas de panne de radio, l'intercepteur effectue d'abord une reconnaissance à distance de l'intrus, l'informant qu'il fait l'objet d'une interception. Puis il établit un contact visuel et lui indique la route à suivre. Lors d'une réunion d'urgence à Bruxelles, qui a confirmé la version turque des appels radios, sur les 28 ambassadeurs de l'OTAN, beaucoup ont dit craindre que la Turquie n'ait pas escorté les avions militaires russes hors de son espace aérien. Selon un diplomate de l'OTAN, qui a voulu garder son anonymat : « Il y a d'autres façons de traiter dans ce genre d'incidents ».

##### Non survol de la Turquie
Le ministère de la Défense russe affirme que le bombardier « se trouvait exclusivement dans l'espace aérien syrien ». Certains militaires américains suggèrent, selon une évaluation basée sur la détection de la signature thermique du bombardier russe, que ce dernier a été touché dans l'espace aérien syrien, après une brève incursion (17 secondes) dans l'espace aérien turc. De plus, la carte de trajectoire des bombardiers russes publiée par la Turquie mettant en évidence une violation a été présentée plus rapidement que la carte russe, qui montre une trajectoire contournant le territoire turc.
Toutefois, le site d'informations Contrepoints souligne que les avions russes naviguent avec le système russe de géolocalisation Glonass. Ce système de géolocalisation possède un peu moins de satellites et deux fois moins de plans orbitaux que le système américain GPS et par conséquent « des écarts éventuels de positionnement entre l'aviation turque et l’aviation russe expliquent mieux les différences entre la version turque et la version russe ».

##### Tir au-dessus du territoire syrien
Le vice-Premier ministre turc, Numan Kurtulmuş, déclare que « le chasseur russe qui a violé l'espace aérien turc a été abattu à l'intérieur des frontières turques ». Le rapport transmis à l'ONU évoque aussi un tir à partir du territoire turc. Or, le général Sergueï Roudskoï affirme que le F-16 turc a survolé le territoire syrien, entrant dans son espace aérien, ce qui constitue selon lui une « violation flagrante du droit international » avec « les conséquences les plus graves ».
De plus, dans un entretien avec Daniel Fuhrer, historien militaire, la RTS rapporte que « le Soukhoï a parcouru au moins six à sept kilomètres en Syrie avant d'être touché. À sa vitesse maximale, il faudrait 17 secondes au Su-24 pour parcourir une distance de 6,5 km. Durant ce laps de temps, le missile de F-16 le plus lent peut parcourir 15 km. Or, toujours selon les images radar turques, le F-16 semble se trouver dans un rayon plus petit ».

#### Version de l'OTAN
Jens Stoltenberg, Secrétaire général de l'OTAN, annonce (selon la presse turque) l'exactitude des informations turques. Plus exactement, il considère que « les informations fournies par les alliés sont compatibles avec celles que la Turquie [...] a transmises ».
Le journal en ligne espagnol El Español du 25 novembre 2015, rappelle que la défense aérienne des États membres de l'OTAN est coordonnée par le Centre d’opérations aériennes combinées (CAOC) de Torrejón en Espagne qui gère la frontière orientale turco-irako-irano-syrienne. Le chef d’état-major de l'armée de l'air turque, le général Abidin Ünal, aurait donc dû informer au préalable de sa décision de détruire l'appareil qui selon la Turquie aurait violé l'espace aérien turc. Cette information aurait dû être transmise au commandant du CAOC, le général Rubén García Servert qui avait rappelé dans le journal El Mundo daté du 2 janvier 2015 que c'est lui qui prend la décision finale d'abattre un aéronef considéré comme hostile. Il se peut que dans l'urgence, la chaîne de commandement otanienne ait été rompue.

### Analyse de la boite noire

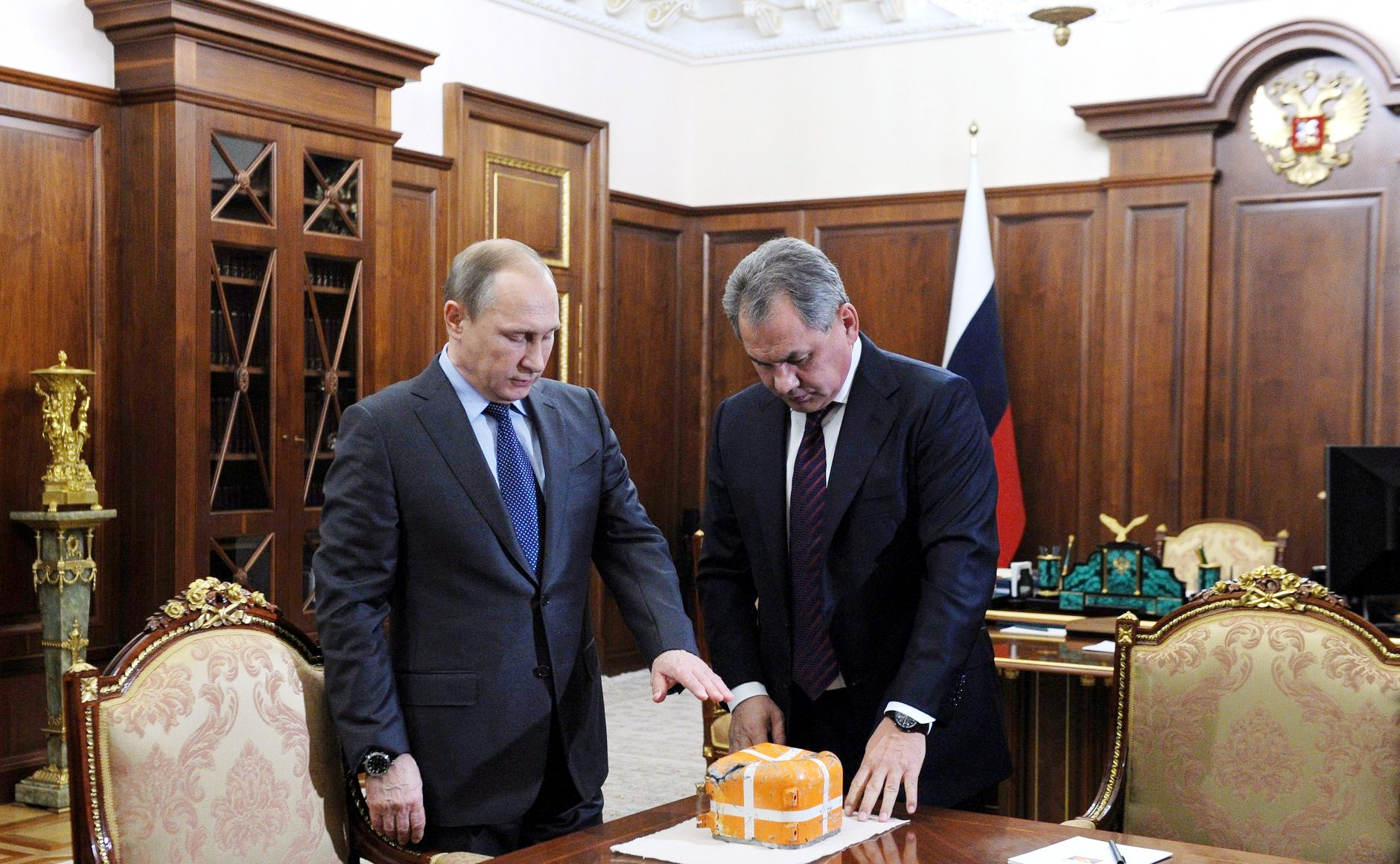
Vladimir Poutine, et le ministre de la Défense russe Sergueï Choïgou devant la boîte noire du Su-24 abattu

Le 8 décembre 2015, les autorités russes ont récupéré la boite noire du bombardier abattu, et elle sera déchiffrée avec des spécialistes étrangers pour déterminer la trajectoire et les paramètres de la position du bombardier quand il a été abattu par les Turcs.
Le 18 décembre 2015, devant des journalistes et les experts britanniques et chinois, Jonathan Gillespie et Liu Wei Chan, les Russes ont ouvert la boite noire du Soukhoï Su-24. Sergueï Bainetov, de l'armée de l'air russe, déclare que « nos spécialistes ont extrait la carte mémoire, mais elle a malheureusement subi des dommages. La commission va discuter de cette situation et faire appel aux observateurs internationaux ». Andreï Semenov, chef du département d'information analytique du service de sécurité de l'aviation, ajoute que « la boîte noire a enregistré les dernières 40 minutes du vol, mais trois des huit puces de l'enregistreur de vol ont été endommagées et devront être examinées aux rayons X ».
Le 21 décembre 2015, les enquêteurs déclarent que la boîte noire est trop endommagée pour être exploitée. Le général Sergueï Baïnetov révèle que « la récupération des données sur la carte mémoire n'est pour l'instant pas possible en raison des dégâts internes » et ajoute qu'il faudra « extraire les informations directement à partir des cristaux » de la carte mémoire.

### Hypothèse d'une préméditation des Turcs
Le 5 novembre 2015, la Russie s'est préparée à tel un scénario. Lors du déploiement de systèmes de missiles antiaériens en Syrie, le général Viktor Bondarev avait déclaré « il peut y avoir plusieurs cas de force majeure. Imaginons qu'un avion militaire soit capturé dans un territoire voisin de la Syrie et dirigé contre nous. Nous devons être prêts à ça ».
Le 25 novembre 2015, le ministre des Affaires étrangères russes, Sergueï Lavrov, déclare que « nous avons de sérieux doutes sur le fait qu'il s'agisse d'un acte spontané, cela ressemble beaucoup à une provocation planifiée ». Le ministre russe affirme aussi « nous avons les preuves que la Turquie avait prévu d'abattre un avion de l'armée de l'air russe. Tout cet incident était une embuscade bien préparée ».
Un diplomate occidental travaillant en Irak, qui a voulu garder l'anonymat, a qualifié l’incident de « provocation orchestrée et inévitable ».
Le 24 novembre 2015, Pete Duncan, maître de conférence en politique et société russe à l'University College de Londres, déclare que la destruction du bombardier russe n'est « pas un accident » et ajoute que « c'est une décision consciente d'abattre un avion russe ».
Le 25 novembre 2015, İdris Baluken (en), député du HDP, croit lui aussi à la préméditation en disant qu'« on voit que la destruction de l'avion russe a été décidée et planifiée auparavant, et cela s'est juste mis en œuvre hier ».
Fabrice Balanche, maître de conférence à Lyon-II, chercheur invité au Washington Institute for Near East Policy, écrit dans le journal Libération que « le tracé radar de l’armée turque montre que l’avion russe a pénétré dans un petit « bec de canard » turc large de 2 km en Syrie, ce qui à la vitesse d’un avion signifie qu’il est resté quelques secondes en Turquie. L’armée turque attendait donc l’avion russe en embuscade pour le frapper ».
Vladimir Chizhov (de), l’ambassadeur russe auprès de l’Union européenne déclare que « ce n’est pas le cas d’une violation de l’espace aérien turc. Que cela soit volontaire ou involontaire. A la vitesse que ces appareils peuvent avoir en vol, l’entrée ou la sortie de l’espace aérien d’un pays voisin serait de quelques secondes. Un temps beaucoup plus court que celui qu’il faut pour mobiliser des avions de combat de turc, les faire décoller et détruire l’appareil russe, c’est donc une indication claire que cet incident a été planifié ».
Le 26 novembre 2015, Mark Galeotti (en) professeur à l'Université de New York écrit dans le journal The Guardian que « les Turcs ont abattu l'avion et l'ont fait en 17 secondes - avec le président Recep Tayyip Erdoğan, disant qu'il a lui-même ordonné de tirer - suggère fortement qu'ils attendaient un avion russe entrer ou passer assez proche de l'espace aérien turc dans le but de délivrer un message plutôt pyrotechnique ».
Le 5 décembre 2015, dans la chaîne The McLaughlin Group (en), le journaliste et homme politique américain, Pat Buchanan déclare « ce que les Turcs ont fait était stupide et dangereux - abattre un avion russe... Il n'y avait rien d'accidentel. L'avion était au-dessus de ce petit coin de la Turquie pendant 17 secondes ou quelque chose comme ça. C'était délibéré. C'était une embuscade contre cet avion. Laissez-moi dire ceci, Erdoğan est un gars instable d'après mon jugement et nous ne pouvons pas permettre à Erdoğan, qui est membre de l'OTAN, de mener ce pays (les États-Unis) dans une confrontation avec la Russie »[réf. nécessaire].

#### Avertissement d'un lanceur d'alerte
Le 12 octobre 2015, le lanceur d'alerte turc Fuat Avni qui, selon Rue89, « avec ses révélations sidérantes et jusqu’ici avérées [...] est devenu l’ennemi juré du président Erdoğan », annonce que « Erdoğan a donné l'ordre d'abattre un avion russe opérant en Syrie en clamant qu'il a violé l'espace aérien turc ».
Le 2 décembre 2015, la porte-parole du ministère des Affaires étrangères russe, Maria Zakharova fait remarquer qu'il est « très intéressant » que cet événement soit annoncé dès début octobre. Le 5 décembre 2015, WikiLeaks reprend les anciens tweets de Fuat Avni.

#### Des menaces émanant des Turcs et des Américains
Le 5 octobre 2015, à la suite de la violation de l'espace aérien turc par des avions russes, le Premier ministre turc Ahmet Davutoğlu a annoncé que la Turquie agirait conformément à ses règles d'engagement militaire si son espace aérien était violé. Le même jour, le secrétaire d’État américain John Kerry a déclaré que les avions de combat russes auraient pu être abattus en représailles.
Le 16 octobre 2015, après que l'armée turque a abattu un drone russe de type Orlan-10 qui s'est écrasé à 3 kilomètres de la frontière en territoire turc, Erdoğan a déclaré que « même si c’est un oiseau qui viole notre espace aérien, il fera l’objet des mesures nécessaires ».
Le 20 novembre 2015, soit quatre jours avant la destruction du bombardier, l'ambassadeur russe est convoqué pour recevoir les protestations officielles d'Ankara pour avoir bombardé des villages turkmènes du nord de la Syrie qui abritaient des groupes rebelles armés et financés par la Turquie. Le ministère turc des Affaires étrangères a menacé que ces raids sur ces villages turkmènes du nord de la Syrie « pourraient avoir de graves conséquences ».

#### La coalition informée de la mission du bombardier russe
Dans un entretien à la chaîne France 24, Erdoğan déclare que « si nous avions su que c'était un avion russe, peut-être y aurait-il eu des mises en garde de nature un peu différente » et ajoute que l’« on aurait peut-être pu empêcher autrement cette violation de l'espace aérien ».
Le 26 novembre 2015, lors d'une conférence de presse avec Hollande, Poutine envisage que Washington ait transmis à la Turquie les plans de vol des avions russes,. Contrairement aux affirmations d'Ankara, Poutine a « exclu » que l'armée turque n'ait pas pu identifier la nationalité de l'aéronef en disant que « c'est absurde, ce sont des prétextes ». Poutine fait référence au mémorandum sur le survol de la Syrie par les avions et les drones, signé le mardi 20 octobre 2015 entre Russes et Américains, après qu'un chasseur russe en mission de bombardement dans la région d'Alep et un chasseur américains se sont croisés dans le ciel syrien et ce afin d'empêcher ce genre d'incidents qui pourraient faire dégénérer la situation.
Les deux Su-24 ne disposaient pas d'escorte pour cette sortie.
Le 23 décembre 2015, à la suite des déclarations du vice-premier ministre turc Numan Kurtulmuş où il commente en détail la campagne aérienne de la Russie contre Daech, le porte-parole du ministère russe de la Défense, le général de division Igor Konachenkov, établit que les informations concernant les missions de l'aviation russe en Syrie, transmises aux États-Unis conformément au mémorandum de sécurité des vols, avaient bien été communiquées à la Turquie.

#### Hypothèse d'une embuscade turque
Le 25 novembre 2015, Lavrov soulève la question de la préméditation en disant : « Nous avons les preuves que la Turquie avait prévu d'abattre un avion de l'armée de l'air russe. Tout cet incident était une embuscade bien préparée ».
Après avoir étudié les trajectoires des avions militaires russes et turcs, le journal Novaïa Gazeta écrit qu'« au moment de l’attaque, l’avion russe survolait effectivement le territoire de la Turquie, qui représente à cet endroit une langue de terre d’un peu plus de 2 000 mètres de large. […] Le matin du 23 novembre, le F-16 turc était-il donc en train de guetter le bombardier russe ? » Le journal Moskovski Komsomolets parle d’une « embuscade ».
Fabrice Balanche, maître de conférence à l'université Lyon II, souligne que « le tracé radar de l'armée turque montre que l'avion russe a pénétré dans un petit « bec de canard » turc large de 2 km en Syrie, ce qui à la vitesse d'un avion signifie qu'il est resté quelques secondes en Turquie. L'armée turque attendait donc l'avion russe en embuscade pour le frapper. Vu la vitesse du missile, il a sans doute été frappé une fois qu’il était de nouveau en Syrie ».
Selon Novaya Gazeta, dans la région de Lattaquié, à cause des vents forts et constants du Sud, l'unique couloir aérien pour atterrir sur la base aérienne de Hmeimim, passe par le côté nord de la frontière turco-syrienne. Les avions russes survolent obligatoirement pendant quelques secondes la Turquie, qui est parfaitement informée de cette nécessité. Le journal russe suppose qu’un F-16 turc a été envoyé « pour attendre le passage de l’avion russe au-dessus du territoire turc ».
Pierre Sprey, un analyste de la défense américaine qui s'est occupé du développement du F-16, déclare qu'il s'agit d'une « opération pré-planifiée » de la part de la Turquie. L'expert militaire américain arrive à cette déduction en disant que les F-16 turcs ne faisaient pas une patrouille ordinaire le long de la frontière, car ce type de mission se déroule à des altitudes de 6 000 à 10 000 mètres pour économiser du carburant, alors que les avions turcs volaient à une altitude de 2 300 à 4 200 mètres. Sprey conclut en disant que « les preuves semblent convaincantes que les Turcs ont mis en place une embuscade ».
Vladimir Avatkov, spécialiste russe de la Turquie, déclare que « depuis le 23 novembre, les médias turcs s’adonnent à une hystérie antirusse et, comme par hasard, leurs caméras se trouvaient au bon endroit et au bon moment pour filmer la chute du bombardier », en parlant des deux journalistes turcs de Anadolu, l'agence de presse du gouvernement turc, le caméraman Erdal Turkoglu et le photographe Fatih Aktas présents à la frontière turco-syrienne qui ont filmé le crash du bombardier russe.

#### Hypothèse d'une complicité américaine
Le 26 novembre 2015, Poutine lors d'une conférence de presse accuse les Américains d'avoir transmis les coordonnées de vol du bombardier russe en disant : « et c’est précisément à ce moment et en ce lieu que nous avons été frappés. La question se pose : pourquoi avons-nous fourni ces informations aux Américains ? Soit ils ne contrôlent pas ce que font leurs alliés, soit ils distribuent ces informations à droite et à gauche sans se soucier des conséquences ».
Lavrov soulève l'hypothèse d'une implication des Américains dans cet incident en disant que « des membres de la coalition, y compris ceux qui fournissent leurs avions de combat pour des frappes contre l'Irak et la Syrie, nous ont confié que pour impliquer des avions de fabrication américaine, les Américains réclament normalement une autorisation pour de telles opérations (...) Notre avion a été abattu par un F-16 de fabrication américaine. Est-ce que l'exigence américaine est applicable à la Turquie et si elle est, je voudrais savoir si la Turquie a demandé aux États-Unis la permission d'envoyer ses avions sur une mission de combat et d'abattre un avion, probablement identifié, sur le territoire syrien ». Lavrov fait notamment référence au fait qu'en août 2014, les États-Unis ont interdit à l’Égypte de bombarder des positions islamistes en Libye avec des appareils de fabrication américaine. Or, l'aviation égyptienne est composée de 220 F-16. Cette dépendance de son matériel militaire a précipité l’Égypte à acheter des Rafales à la France.
Le journal turc Hürriyet note aussi que le Vice-chef d'État-Major des armées à la retraite James A. Winnefeld, Jr. était reçu à Ankara par Erdoğan et Davutoglu le jour même de l'incident.
Le président américain, Barack Obama, avait rejeté le projet du président Hollande sur une large coalition militaire regroupant les États-Unis, la Russie et la France, en rappelant notamment que Washington mène déjà une « coalition de 65 pays », et que la Russie est dans une « coalition de deux pays » (Russie et Iran). Pour Cyrille Bret, enseignant en géopolitique à Sciences-Po Paris, la crise russo-turque sape le « marathon diplomatique » du président Hollande concernant une coalition contre l'État islamique. Et Kadri Gürsel, spécialiste de la politique étrangère turque et chroniqueur du site Al-Monitor, estime que « ce sont les Américains qui sont les plus contents. [...] La Turquie s'est éloignée de la Russie, elle a fait saigner du nez Poutine, et l'incident a totalement anéanti les plans d'Ankara en Syrie ».

### Mission de sauvetage

#### Assassinat d'Oleg Pechkov
Alparslan Çelik, le commandant adjoint d'une brigade syrienne turkmène en Syrie appelée dixième brigade qui est présentée comme faisant partie de l'Armée syrienne libre, affirme que ses forces ont tué les deux pilotes. Çelik est un citoyen turc, de la province d'Elâzığ, fils de Ramazan Çelik, maire de la ville de Keban et membre du parti d'extrême droite turc Parti d'action nationaliste (MHP) et membre des Loups gris, un mouvement armé néo-fasciste, anti-communiste, anti-Kurdes, qui s'est distingué pour son engagement durant la première guerre de Tchétchénie à partir de 1994, et la tentative d'assassinat de Jean-Paul II. Les rebelles turkmènes sont formés par les Forces spéciales turques. Le programme d'entraînement était mené avec les Américains jusqu'à ce qu'ils découvrent, durant l'été 2015, que des Turkmènes avaient des « profils suspects ». Certains ont même rejoint l'État islamique. Selon un porte-parole d’une milice turkmène, pas moins de 600 soldats turcs se seraient déployés dans le nord de la Syrie pour se battre au côté des combattants turkmènes depuis le 10 août 2015. Le journal libanais L'Orient-Le Jour confirme la « présence directe de forces de sécurité turques dans les villages turkmènes » de Syrie quand le bombardier russe s'est écrasé.
Fadi Ahmed, porte-parole de la 1re division côtière, déclare que « le pilote russe avait été tué par des tirs en tombant avec son parachute ». Dans une vidéo, Çelik a déclaré que « les deux pilotes ont été récupérés, morts. Nos camarades ont ouvert le feu et les ont abattus en l'air », tout en montrant un fragment de parachute. Dans une vidéo, pendant que les parachutistes étaient mitraillés, une personne crie en turc, dans le fond sonore : « Arrêtez de tirer ! On les capture en otages ! » pendant que les pilotes descendaient en parachute.
Dans une autre vidéo publiée par les rebelles sur les réseaux sociaux, les miliciens turkmènes exhibent un homme vêtu d'un uniforme militaire, des sangles autour de la poitrine et du sang sur le visage, le présentant comme le « pilote russe » et « un porc russe ».
Selon un rebelle dénommé Omar Jablaoui, « la 10e brigade a transféré le corps du Russe vers la base d'opérations conjointe des rebelles ».
Zakharova exige des autorités turques l'arrestation de Çelik et de ses complices et de les traduire en justice pour l'assassinat du pilote russe, car il aurait « avoué son implication directe dans le meurtre du pilote russe » lors d'un interview pour le journal turc Hürriyet en disant que « sa conscience ne pouvait pas être troublée par quelqu'un qui lance des bombes sur les civils turkmènes chaque jour » et ajoute que « la vengeance est le droit le plus naturel ».
Pendant que les rebelles turkmènes revendiquent l'assassinat des deux pilotes, les services du Premier ministre turc assurent que les deux militaires russes sont toujours en vie et que les services de renseignements turcs tentent de les récupérer,.
Selon l'ambassadeur de Russie en France, Alexandre Orlov, Oleg Pechkov (en) était « blessé quand il descendait avec son parachute, il a été achevé d'une façon sauvage sur le sol par les djihadistes qui étaient dans la région ». L'autopsie à Moscou révélera qu'Oleg Pechkov a été atteint de huit balles qui ont notamment touché son foie et son estomac. Des traces d'ecchymoses et de blessures montrent de plus qu'il a été battu au sol.

#### Extraction de Konstantin Mourakhtine
L'opération de sauvetage pour récupérer le deuxième aviateur, Konstantin Mourakhtine, avec deux Mil Mi-8 a commencé dès dix heures[réf. souhaitée].  
Le journal al-Watan précise qu'« un drone russe avait communiqué aux forces spéciales syriennes l'emplacement du pilote, ainsi que celui des groupes terroristes. Il a été repéré grâce à son système de géolocalisation, car une balise radio équipe chaque siège éjectable du Su-24. C'était une course contre la montre, car les terroristes le recherchaient aussi ».
Les Mi-8 se sont dirigés vers le signal. Mais les hélicoptères russes se heurtent à un feu nourri.  
Le général Sergueï Roudskoï déclare qu'« un des hélicoptères a été endommagé par des tirs et a dû atterrir. Un soldat a été tué », le fusilier-marin Alexandre Pozynitch, et ajoute que « le reste de l’équipage du Mi-8 a été évacué vers la base aérienne russe de Hmeimim en Syrie, alors que l’appareil a été détruit par un tir de mortier venant des territoires sous contrôle de rebelles ». Le Mi-8 a été détruit par la « Djabal Al-Turkman » (brigade du Mont Turkmène), qui déclare l'avoir fait par un tir de missile antichar livré par les Américains, version confirmée par le porte-parole rebelle du nom de Zakaria al-Ahmad. L'opération pour sauver Mourakhtine est avortée.
Quant à la suite de la mission d'extraction, plusieurs versions existent à cause de la confidentialité de la mission, et de la discrétion de certains acteurs impliqués dans l'opération.
Selon Sahar TV, alors que la Russie préparait une seconde opération de sauvetage, le commandant en chef des Forces Al-Qods, le général iranien Qasem Soleimani, propose à Moscou, l'aide de ses hommes, familiers avec la géographie de la région, pour mener les opérations de sauvetage.
Selon les médias syriens, le commando est composé de « onze membres d'une unité d'élite des services de renseignements de l'armée de l'air (syrienne) et un traducteur, dirigés par un officier ». Alors que selon les médias iraniens et libanais, il s'agit d'une unité de 6 combattants du Hezbollah et 16 soldats d'élite syriens.
Le commando embarqué dans 5 Mi-8, se sont infiltrés mardi à 3,5 km derrière les lignes ennemies dans la région montagneuse d'Al-Attira et se sont alors immédiatement dirigés en direction du lieu où se trouvait le pilote qui était en contact avec des responsables militaires russes. Le journal affirme que le mot de passe était Costa (pour Konstantin) et le drapeau de la Syrie.
Selon la chaîne de télévision libanaise Al Mayadeen, c'est au bout de six heures de recherches que les soldats syriens retrouvent Mourakhtine dans une forêt près du site d'Al-Qom, version que confirme l'ambassadeur de Russie en France, Alexandre Orlov. Comme l'aviateur est blessé à la jambe, les commandos syriens l'ont porté et « traversé des forêts et plusieurs collines pour assurer un retour sain et sauf du pilote ».
Selon les médias iraniens, les six combattants du Hezbollah et les seize soldats d'élite syriens appuyés par les hélicoptères russes pulvérisent très vite les positions rebelles, pénètrent derrière les lignes ennemies sur six kilomètres et libèrent facilement le pilote russe.
Le ministre de la Défense Sergueï Choïgou déclare que l'opération de sauvetage, menée conjointement par les forces spéciales russes et syriennes, qui « a duré 12 heures » et s'est terminée à 3 h 40, heure de Moscou (00H40 GMT) est « un succès ». L’aviateur a été rapatrié sur notre base et remercie les militaires russes et syriens « qui ont pris d’énormes risques toute la nuit ».

#### Récupération et rapatriement du corps d'Oleg Pechkov

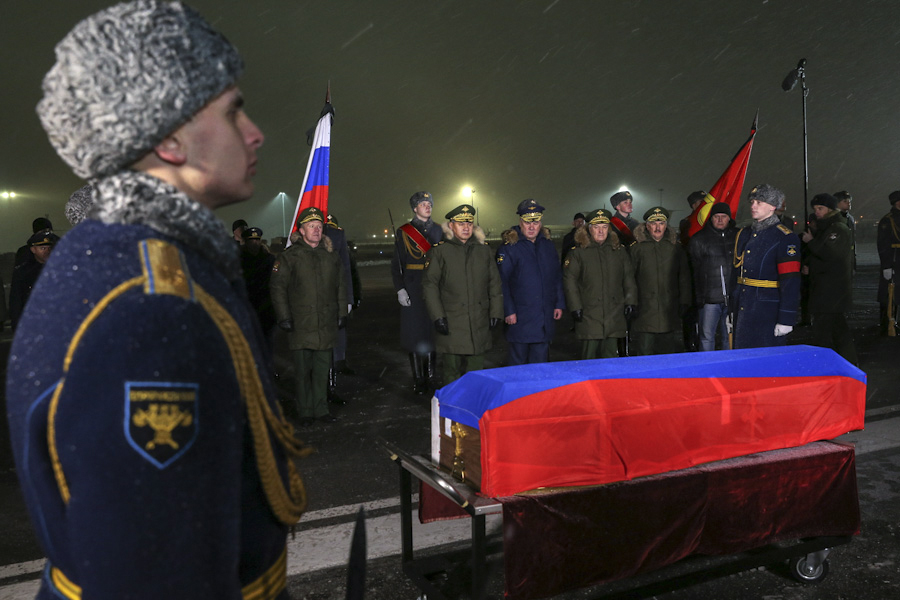
Rapatriement du corps de Oleg Pechkov, accueilli par le ministre de la Défense russe Sergueï Choïgou et le général Viktor Bondarev à l'aéroport Chkalovsky.

Le 29 novembre 2015, le corps de Pechkov qui était entre les mains des Turkmènes est rapatrié en Turquie afin d’être remis à un diplomate russe dans la région de Hatay à la frontière syrienne. Davutoğlu déclare que « le pilote qui a perdu la vie lors de la violation de l’espace aérien (turc) nous a été remis à la frontière (syrienne) la nuit dernière » sans expliquer comment le corps a été rendu. Le Premier ministre turc ajoute que la dépouille a été traitée dans le respect de la tradition orthodoxe. Le corps du pilote a reçu à Ankara les honneurs militaires par des officiers turcs.
Le 30 novembre 2015, l'avion russe transportant le corps de Pechkov est arrivé à l'aéroport Chkalovsky. Le général Viktor Bondarev, présent pour accueillir la dépouille du pilote déclare que « ceux qui ont prévu et mené cette trahison mériteront d'être punis ».

## Conséquences

### Bilan humain

#### Distinctions militaires
Pechkov et Pozynitch sont respectivement la deuxième et troisième perte officielle russe depuis le début de son intervention militaire en Syrie, après le suicide du soldat Vadim Kostenko, 19 ans, le 27 octobre 2015,.
Le lieutenant-colonel Pechkov, 45 ans, né dans le village de Kosikha dans le kraï de l'Altaï, père d'une fille de 16 ans et d'un fils de 8 ans, a été nommé à titre posthume héros de la fédération de Russie. Le capitaine Mourakhtine, 39 ans, et le fantassin de marine Pozynitch, 29 ans, ont tous deux été décorés de l'ordre du Courage,. Le 2 décembre 2015, Pechkov a été enterré avec les honneurs militaires dans l'allée des Héros du cimetière de Lipetsk en présence d'environ 10 000 personnes.
Le navigateur Mourakhtine a demandé qu'il soit renvoyé au champ de bataille, en disant : « Je dois rembourser la dette de mon capitaine ».

#### Hommages
En février 2016, une pétition circule à Moscou pour renommer la rue Rostovsky Pereoulok (ce qui signifie voie de Rostov) qui abrite l'ambassade de Turquie en Pechkov.

#### Destin des participants
Le 31 mars 2016, un combattant turkmène ayant revendiqué avoir tiré sur le pilote russe est arrêté en Turquie. La police turque précise toutefois que ce n'est pas pour cette action qu'il est mis en cause.
En juillet 2016, deux pilotes turcs ayant participé à l'action contre l'avion russe sont arrêtés, accusés d'avoir participé au coup d'État manqué quelques jours plus tôt.

### Mesures militaires

#### Représailles
L'armée russe affirme avoir éliminé les groupes rebelles turkmènes soutenus par la Turquie qui ont tué le pilote russe. Le porte-parole du ministère russe de la Défense, le général Konachenkov, déclare que « dès que notre pilote s'est trouvé en sécurité, les zones concernées ont essuyé pendant une longue durée des frappes massives des bombardiers russes (de la part de six chasseurs bombardiers et quatre hélicoptères et tir de quatre missiles de croisière) et de l'artillerie des forces gouvernementales syriennes » et « tous les terroristes et les autres groupes obscurs qui opéraient dans la région ont été détruits ».
Plus au nord, des Su-34 détruisent un convoi prétendument humanitaire d'une vingtaine de camions d'une ONG turque alors qu'il transitait depuis le point de passage du camp de réfugiés de Bab al-Salama en direction d'Azaz. Selon l'ambassadeur de la Russie auprès des Nations unies, Vitali Tchourkine, la Turquie utilise des ONG comme la fondation Besar, la fondation Iyilikder et la Fondation pour les libertés et les droits de l'homme et deux sociétés, Tevhid Bilisim Merkezi et Trend Limited Sirketi, pour convoyer des armes et des produits chimiques aux factions armés djihadistes, dont Daesh.
Malgré les bombardements, la 10e brigade côtière reprend le djebel Zahiya pour la seconde fois aux forces gouvernementales.

#### Déploiement
Côté russe
Dans les heures qui suivent l'événement déclencheur de cette crise (l'avion abattu et le meurtre du pilote), la Marine russe envoie son Moskva équipé de systèmes antiaériens au large de Lattaquié, zone où se sont déroulés ces événements.
Le 9 décembre 2015, le sous-marin russe « Rostov-sur-le-Don », alors positionné au large, utilise pour la première fois des missiles Kalibr pour attaquer des sites de Daech comprenant des munitions, des mines et du pétrole.
Côté turc
Depuis l'incident, les Turcs font patrouiller au-dessus du sol turc des chasseurs par six au lieu de deux habituellement.
Le 26 novembre 2015, la Turquie a déployé vingt chars et dix-huit chasseurs vers les régions frontalières avec la Syrie.
Le 27 novembre 2015, l'armée turque suspend provisoirement ses frappes aériennes en Syrie dans la lutte contre l’État islamique,.
Les douze avions de combat F-15 déployés le 5 novembre 2015 par l'US Air Force qui garantissait le respect de l'espace aérien de la Turquie et la défense aérienne des bombardiers de la coalition sont renvoyés le 17 décembre 2015 sur la base de Lakenheath, au Royaume-Uni.
Le 21 janvier 2016, l'armée turque creuse des tranchées dans la zone minée de la frontière turco-syrienne dans les environs de Nusaybin.

#### Nouvelles alliances

##### Russo-kurde
Alors qu'Ankara a mis en garde la Russie contre toutes formes d'aides aux combattants kurdes de Syrie (également soutenus par les Américains) dans le cadre de la campagne contre Daech, les Russes ont livré aux 5 000 combattants kurdes à Afrin des armes et l'aviation russe soutient les offensives des forces kurdes pour la prise du corridor d'Azaz qui sert de « cordon ombilical » entre la Turquie et les forces rebelles. Selon Fabrice Balanche, cette nouvelle alliance qui va à l'encontre de la Turquie « est la revanche de Poutine » pour avoir détruit le Su-24.
Le 26 janvier 2016, Lavrov exige que les Kurdes de Syrie qui sont le « seul groupe qui a fait face avec une détermination et un courage inégalés » et qui a libéré des terroristes de l’État islamique, les villes de Kobané, Tall Abyad et Sinjar, participent aux négociations pour parvenir à un accord de paix en Syrie alors que la Turquie refuse catégoriquement leur présence dans les pourparlers de paix, sous prétexte que la Turquie assimile le PYD à des terroristes. La Turquie se retrouve encore plus isolée quand le porte-parole du département d'État américain, John Kirby, affirme que le PYD n'est pas un mouvement terroriste en disant : « comme vous le savez, nous ne considérons pas le PYD comme une organisation terroriste ». Le 15 février 2016, le porte-parole turc du ministère des Affaires étrangères Tanju Bilgic critique les propos de John Kirby en disant « nous sommes choqués des propos de Kirby mettant dans un même sac son allié la Turquie et l'organisation terroriste PYD. Nous protestons avec véhémence contre ces propos ».
Le 13 février 2016, l'artillerie turque bombarde des secteurs contrôlés par les forces kurdes dans la province d'Alep repris le 10 février 2016 avec le soutien de l'aviation russe aux rebelles islamistes mais également le régime syrien et les Forces démocratiques syriennes. Le 15 février 2016, la Russie déclare que les bombardements de l'artillerie turque sur les Kurdes en Syrie est « une menace pour la paix » et que c'est un « soutien non voilé au terrorisme international ». Le politologue russe Alexeï Malachenko, du Centre Carnegie de Moscou déclare que les bombardements turcs en Syrie joue en faveur à la diplomatie russe, en disant que « Moscou a plus d’une fois accusé Ankara d’avoir une influence destructrice sur le processus de paix syrien. Erdoğan vient lui-même de donner raison à ces accusations en se lançant dans une opération militaire dangereuse ».

##### Turco-ukrainien
Le 8 mars, un exercice conjoint entre les marines turques et ukrainiennes est organisée sur la mer de Marmara.
Le 9 mars 2016, Erdoğan déclare ne pas reconnaître l'annexion de la Crimée par la Russie.

### Conséquences sur les relations turco-russes

#### Politique

##### Côté russe

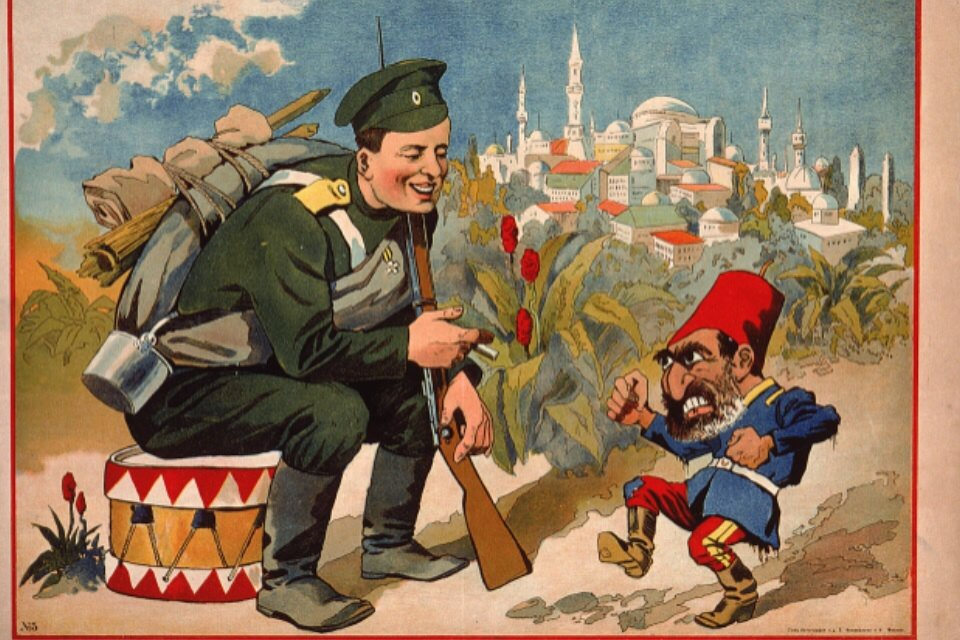
L'ambassade russe à Londres s'est amusée à publier sur son compte Twitter une affiche de 1915 pour commémorer la Première Guerre mondiale qui montre un soldat russe qui s'amuse devant un petit soldat turc colérique rappelant l'actualité.

Quelques heures à peine après les faits, à Sotchi, lors d'une rencontre avec le roi de Jordanie Abdallah II, Poutine parle de « coup de poignard dans le dos » et considère à chaud que l'armée turque est « complice des terroristes ». Selon le président russe, le fait qu'un avion militaire Su-24 soit abattu par l'armée de l'air aura de graves conséquences pour les relations entre les deux pays.
À la suite de la destruction du jet russe, Lavrov annule sa visite en Turquie qui était prévue pour le 25 novembre. Le même jour, lors d’une conférence de presse, Lavrov déclare que « la Russie ne fera pas la guerre à la Turquie »,.
Le 26 novembre, le parlement russe examine un projet de loi pour sanctionner le génocide des Arméniens avec une amende en cas de négation publique pouvant aller jusqu’à 300 000 roubles (environ 4 300 euros) ou 3 à 5 ans de prison pour les représentants de l’État et les médias.
Le 30 novembre, à la Conférence de Paris sur les changements climatiques, au Bourget, le président russe Poutine refuse de rencontrer son homologue turc le président Erdoğan.
Le 3 décembre, Poutine déclare que « la Turquie regrettera ce geste (...) nous n'avons pas l'intention de nous lancer dans une surenchère, mais que personne ne pense pouvoir s'en tirer avec quelques mesures concernant les tomates, des restrictions dans la construction et dans d'autres secteurs après avoir commis un tel crime de guerre (...) Il semble qu'Allah ait décidé de punir la clique turque au pouvoir en la privant de sagesse et de discernement ».
Le 17 décembre, lors de sa 11e conférence de presse annuelle, Poutine déclare que les Turcs « ont tiré sur notre avion, des gens ont été tués. Voilà ce qui m’a vraiment révolté : si c’était vraiment un accident, comme l’a dit le gouvernement turc [...], on prend son téléphone tout de suite et on s’explique » et ajoute « quelqu’un au sein du gouvernement turc a décidé de lécher les Américains quelque part. Je ne sais pas si les Américains ont besoin de ça ».
Le chef de la république tchétchène, Ramzan Kadyrov, tweete sur son profil de réseau social que « la Turquie se repentira durant longtemps... Ceux qui parlent à tout moment d’amitié et de coopération ne jouent pas un tel rôle d’une manière si traîtresse ».

##### Côté turc
Le 24 novembre 2015, Erdoğan se dit « attristé » et qu'il aurait « préféré que cela n'arrive pas » en parlant de la destruction du bombardier russe par la chasse turque.
Erdoğan déclare que la Turquie choisira toujours « la paix, la diplomatie et le dialogue » même si une « grande coalition contre Daech » est fortement compromise après un tel événement. Davutoğlu déclare le 29 novembre 2015 que cet « exemple » du Su-24 pourrait se reproduire[réf. souhaitée] ; d'où un souci de coordination des informations.
Le journal Zaman rappelle que le 25 novembre 2015, lors d'un meeting de le Parti de la justice et du développement (AKP), Davutoğlu avait revendiqué avoir personnellement donné l'ordre d'abattre le jet russe et avait ajouté que « malgré tous les avertissements, nous devions détruire l'avion ».
En décembre 2015, le journal turc Sözcü rapporte que plusieurs comptes Twitter de partisans de l'AKP ont mené une campagne contre le commandant de l'armée de l'air turque, le général Abidin Ünal, en le présentant comme celui qui a donné l'ordre d'abattre le bombardier russe sans en référer au président turc et exigent sa démission immédiate. Le journal allemand Deutsche Wirtschafts Nachrichten explique cette campagne de désinformation dans les réseaux sociaux dans le seul but de détendre les relations russo-turques en se servant du général Abidin Ünal comme fusible, malgré le fait qu'Erdoğan ait revendiqué avoir ordonné d'abattre tous les avions violant l'espace aérien turc.
Le 30 décembre 2015, Kemal Kılıçdaroğlu, chef du Parti républicain du peuple, dénonce les agissements des figures de l'AKP qui essaient de faire croire que c'est l'imam Fethullah Gülen qui a donné l'ordre d'abattre l'avion russe et que des pilotes de l'armée de l'air turc sont des pro-Gülen. Le journal Zaman rappelle que Fethullah Gülen et son mouvement sont le bouc émissaire du gouvernement.
Le 31 mai 2016, Erdoğan rejette la responsabilité du refroidissement des relations russo-turque sur le pilote décédé Oleg Pesckov en disant que Poutine « a sacrifié la Turquie à cause d’une erreur ou d’une faute provenant d’un pilote ».
Arrestation et libération d'Alparslan Çelik
Le 31 mars 2016, la police turque arrête Alparslan Çelik avec une dizaine d'autres personnes dans un restaurant d'Izmir. Cependant l'arrestation de Çelik n'est pas liée à l'assassinat de Oleg Pechkov, mais selon son avocat, cela aurait une « motivation politique ».
Selon l'ancien chef d'état-major de l'armée turque, le général Ilker Basbug, devant les étudiants et les enseignants de l'Université Atatürk d'Erzurum, déclare que Çelik a commis un crime de guerre et doit être jugé. Le 25 avril 2016, les autorités russes ont demandé d'avoir accès à la déposition de Çelik. Cependant, le 9 mai 2016, Çelik a affirmé avoir ordonné à ses hommes de ne pas tirer sur le pilote russe. Après avoir visionné une vidéo, le procureur d'Izmir a abandonné toutes les charges retenues contre lui.
Des excuses tardives
Le 30 novembre 2015, Davutoğlu refuse de présenter des excuses pour avoir abattu un bombardier russe en disant qu'« aucun Premier ministre turc, aucun président, aucune autorité ne s'excusera » et « aucun pays ne peut nous demander des excuses car nous n'avons fait que notre devoir ».
Le 23 juin 2016, le porte-parole du président turc, Ibrahim Kalin rappelle que la Turquie ne va pas s'excuser ou rembourser pour avoir détruit le Su-24 russe.
Le 27 juin 2016, soit 7 mois après la destruction du bombardier russe et la mort de son pilote, Erdoğan s'est enfin excusé dans un message adressé à Poutine où notamment il présente les condoléances à la famille Pechkov et appelle à reprendre des relations amicales entre les deux pays,.
Le 27 juin 2016, sur la chaîne publique turque TRT, Erdoğan déclare que « nous avons avancé l'idée que si nécessaire nous sommes prêts à verser des compensations ». Le même jour, le premier ministre turc, Binali Yıldırım affirme que la Turquie est prête « si nécessaire » à verser des compensations à la Russie,. Mais le lendemain, Yıldırım revient sur ses propos tenus la veille et exclut mardi que la Turquie soit prête à verser des compensations à la Russie en disant qu' « il n’est pas question d’indemniser la Russie, nous leur avons seulement fait part de nos regrets »,.

#### Sanctions économiques

##### Côté russe
En 2014, la Russie est le deuxième importateur de la Turquie avec 25,3 milliards de dollars soit 10,4 % du total des importations dont 16,5 milliards d'hydrocarbures.
Le 26 novembre 2015, des rétorsions russes commencent dans les relations économiques avec la Turquie dans les secteurs du commerce, de l'investissement, du tourisme et des transports. L'importation de fruits et légumes de Turquie est bloquée aux frontières russes. Selon la banque européenne pour la reconstruction et le développement, les sanctions économiques russes sont évaluées à une perte de 0,7 point de croissance ce qui représenterait jusqu'à 9 milliards de dollars de déficit pour la Turquie.
Dès le 1er janvier 2016, le gouvernement russe officialise les mesures de rétorsion économiques sur 17 catégories de produits turcs : principalement des fruits et des légumes comme la viande de poulet, de dinde, les abats, le sel, les clous de girofle, les tomates, les oignons, les échalotes, le chou-fleur, le brocoli, les cornichons, les oranges, les mandarines, les pommes, les poires, les raisins, les abricots, les pêches, les prunes, les fraises.

##### Côté turc
Le 8 décembre 2015, Davutoğlu déclare que la Turquie est prête à lancer des sanctions économiques contre la Russie. La Turquie a exporté en 2014 pour 5,9 milliards de dollars soit 3,8 % du total de ses exportations.
Le 25 avril 2016, une délégation du ministère turc de l'Agriculture, composée de 4 membres, s’est rendue à Moscou, pour réaliser certains entretiens avec les responsables de Rosselhoznadzor, sur les contrôles et analyses techniques des produits agricoles turcs.

#### Commerce
Le vice-premier ministre Arkadi Dvorkovitch précise que l'embargo des denrées alimentaires turques se portera sur « deux principaux groupes : le premier, ce sont les légumes, y compris les tomates, et le deuxième, ce sont les fruits » (importé à environ un milliard de dollars en 2014) sous prétexte que selon le ministre de l’agriculture, Alexandre Tkatchev, qu'il y a « des violations répétées des normes russes par les producteurs turcs » et ajoute que « les produits turcs sont très facile à remplacer : les légumes peuvent être fournis par le Maroc, Israël, l'Iran, l'Azerbaïdjan et l'Ouzbékistan. De même pour les mandarines et les oranges, elles sont faciles à remplacer par celles en provenance du Maroc, d'Argentine, de Chine, d’Israël, d'Abkhazie, et de Géorgie ».
Le 29 décembre 2015, le ministre du Commerce et de l'Industrie Denis Mantourov laisse envisager une interdiction des importations de biens de consommation venant de la Turquie,.
Le 21 janvier 2016, le journal turc Yeni Şafak rapporte qu'un lot de mandarines de la compagnie Uçak a été détruit par les autorités russes parce que le mot Uçak en turc signifie aviation et que cela a été pris comme une humiliation.
Le 23 janvier 2016, le ministre du Commerce iranien, Mohammad Reza Nematzadeh, interdit aux entreprises de réexporter les produits turcs vers la Russie pour ne pas détériorer ses relations avec Moscou à la suite des deux avertissements qu'elle a reçus et du fait que la presse russe a révélé cette « nouvelle route » pour les produits turcs en Russie,.
Cependant, les sanctions économiques ne concernent pas les citrons, les fruits secs et les pomelos. Pour la période allant du 28 septembre 2015 au 31 mars 2016, la Russie a importé 27 % de la production turque de citron et reste le premier débouché pour le citron turc.
À partir du 25 avril 2016, les autorités russes bannissent les aubergines turques pour des motifs sanitaires.

#### Énergétique
Le projet Turkish Stream est enterré, ce qui peut faire le jeu d'autres acteurs. Chaque partie affirmant être l'instigatrice de l'arrêt du projet. Cependant, fin janvier 2016, la ministre bulgare de l'Énergie, Temenoujka Petkova, annonce vouloir reprendre le projet de gazoduc sous la mer Noire. Le chef de la délégation russe, Sergueï Guerassimov, a exprimé son intérêt pour le projet bulgare.
Le géant Gazprom met fin à la réduction de 10,25 % à six entreprises turques du secteur privé qui importent 10 milliards de m3 par an.
À la suite de l'annulation des accords d’enseignement russo-turcs en novembre 2015, entre l'Université Hacettepe d’Ankara et l’Université technique d'Istanbul (ITU) avec l'Institut d'ingénierie physique de Moscou (MEPhI) qui devait former les futurs employés de la centrale nucléaire Akkuyu dans la province de Mersin, l’ambassadeur d’Ukraine à Ankara, Sergiy Korsunsky s'est proposé d'aider la Turquie à mettre en place des départements d’énergie nucléaire dans les facultés turques et que l’Ukraine est prête à former les étudiants turcs qui ne pourront pas recevoir un enseignement en Russie.

#### Transport
Le vice-Premier ministre Dvorkovitch précise que le nombre de sociétés turques de transport routier autorisées à travailler en Russie passe de  8 000 à 2 000 dès janvier 2016.
Selon la TRT, la Russie n'a délivré aucun visa aux chauffeurs routiers turcs devant se rendre en Asie centrale depuis le début de l'année 2016.

#### Tourisme
Aussitôt que la nouvelle de la destruction du bombardier russe par la chasse turque est répandue, Vladimir Vorobiev le directeur du tour-opérateur Natali Tours, suspend la vente de séjours en Turquie.
Le 26 novembre 2015, le ministère russe des Affaires étrangères a demandé aux ressortissants russes qui étaient en Turquie de rentrer au pays pour des raisons de sécurité en déclarant qu'« en raison de l'actuelle menace terroriste en Turquie, nous réitérons notre appel aux citoyens russes de renoncer à visiter la Turquie et nous recommandons à ceux qui se trouvent là-bas pour des raisons personnelles de rentrer dans leur patrie ».
Pegas Touristik, l’une des plus grandes agences de voyages russes, annule toutes ses réservations pour la Turquie jusqu’en 2016.
La Russie restaure le régime des visas entre la Turquie et la Russie, afin de lutter contre l'infiltration possible de terroristes de l'État islamique ou de l'Armée syrienne libre, sur le territoire russe.
Le Premier vice-président du gouvernement, Igor Chouvalov, déclare que des mesures gouvernementales prévoient l’interdiction de tous les vols charter entre les deux pays et que les vols réguliers sont soumis à des « contrôles supplémentaires ».
Le 27 janvier 2016, à la suite des menaces de l'État islamique, Rostourism (l'Agence fédérale du tourisme (en)), a met en garde les Russes en vacances en Turquie contre les risques d'enlèvements par les terroristes de Daech.
Dans l'année 2015, c'est un total de 5,6 millions de touristes russes qui ont passé leurs vacances en Turquie. À noter qu'en décembre 2015, le nombre de touristes russes en Turquie a chuté de 46 % en comparaison avec les chiffres de décembre 2014. Puis pour la période allant de janvier à avril 2016, le pourcentage de visiteurs russes a chuté entre 68 % et 79,3 %.
Profitant de cette situation, des pays tels que l'Italie, Israël ou la Bulgarie font leur promotion auprès des Russes pour les attirer chez eux. Mais les pays qui tirent un bénéfice de cette manne touristique sont la Grèce, Chypre et la Bulgarie, où le visa Schengen est plus facile à obtenir qu'en Grèce, la Crimée, les pays de l’ex-URSS comme le Kirghizistan et la Tunisie

##### Côté turc
Le 28 novembre 2015, le ministère des Affaires étrangères turc recommande à ses citoyens de ne pas aller en Russie, à cause des « difficultés que rencontrent les citoyens turcs qui voyagent ou qui résident »,.
Depuis le 13 décembre 2015, l'armée turque interdit à son personnel et aux cadets de l'académie militaire d'aller en Russie pour les vacances par « mesure de précaution ».

#### Sportif
Le ministre des Sports Vitali Moutko déclare que les clubs de football russes n'auront pas le droit de recruter des joueurs turcs à partir du 1er janvier 2016 en disant que « je pense que si un club russe veut faire signer un joueur turc lors du prochain mercato, il n'en aura pas la possibilité ». Cependant le ministre affirme que les joueurs turcs évoluant déjà dans le championnat de Russie ont le droit de rester, en déclarant que « ceux qui sont sous contrat pourront rester travailler ». Moutko a aussi demandé aux clubs de football russes d'annuler les stages programmés en Turquie cet hiver.
Le 16 février 2016, à la fin du match de la Ligue Europa, Fenerbahçe-Lokomotiv Moscou, le joueur russe Dmitri Tarasov exhibe un tee-shirt à l'effigie de Poutine avec l’inscription en russe « Le plus poli des présidents ». Cependant le patriotisme de Tarasov n'a pas été très apprécié. Sergueï Poddoubny, le vice-président du Comité chargé du sport à la Douma lui demande plutôt de « courir plus vite, frapper plus fort et marquer plus souvent, ça ce serait du patriotisme ». Pour son geste, le club du Lokomotiv Moscou lui inflige une amende de 300 000 €.
Le 29 mars 2016, à Istanbul, lors de la rencontre de volley-ball féminin entre les clubs Galatasaray et Dynamo Krasnodar, l'équipe russe a été la cible d'insultes et de jets d'ordure de la part des supporters turcs. La joueuse russe Tatiana Kosheleva déclare que l'entraîneur du Galatasaray leur a fait un doigt d'honneur.

#### Implication de la Turquie dans la contrebande du pétrole syrien volé par Daech

##### Accusation de la Russie
Le 30 novembre 2015, au-cours d'une conférence de presse en marge de la Conférence de Paris de 2015 sur le climat, au Bourget, Poutine déclare « Nous avons toutes les raisons de penser que la décision d'abattre notre avion a été dictée par la volonté de protéger ces chemins d'acheminement de pétrole vers le territoire turc, justement vers ces ports depuis lesquels il est chargé sur des navires-citernes » et que le pétrole produit par Daech « est acheminé massivement, de manière industrielle, vers la Turquie ».
Le mercredi 2 décembre 2015, le vice-ministre russe de la Défense, Anatoli Antonov apporte lors d'une conférence de presse devant plus de 300 journalistes les images satellites montrant des colonnes de camions venant de Syrie, apportant du pétrole dans les ports des environs de Dörtyol et dans le port pétrolier d'Alexandrette. Le pétrole est ensuite exporté vers différents pays. Il est également question de la raffinerie de la ville de Batman et enfin de la ville de Cizre. Selon Antonov, « la classe dirigeante politique, dont le président Erdoğan et sa famille, est impliquée dans ce commerce illégal ».
Anatoli Antonov met en cause le gendre du président turc, Berat Albayrak récemment nommé ministre de l'Énergie et l'un des fils d’Erdoğan, Bilal Erdoğan (en), dirigeant de BMZ Group spécialisé dans le BTP et le transport maritime.

##### Réponse de la Turquie
Le 1er décembre 2015, Erdoğan somme Poutine de prouver ces accusations en disant « si ces allégations sont avérées, si tu prouves qu’on achète du pétrole à Daech, je ne resterai pas à mon poste ». Le 2 décembre 2015, face aux éléments apportées en réponse par Anatoli Antonov, le président Erdoğan menace Moscou de représailles si les Russes continuent à « propager des calomnies ».
Le 3 décembre 2015, Erdoğan passe à la contre-attaque lors d'un discours à Ankara où il met en cause un certain Georges Hasawi, un Syrien détenteur d'un passeport russe, comme étant le plus grand trafiquant de pétrole, mais il implique aussi le célèbre joueur d'échecs Kirsan Ilioumjinov.

##### Témoignage
Dans un reportage de l'émission Capital diffusé le 14 juin 2015 sur M6, un ancien combattant de Daech, raconte qu'« une partie du pétrole était raffinée sur place et l'essence était vendue directement pour la consommation locale. En revanche, le pétrole brut était exporté vers la frontière turque » pour une quantité d'« environ 3000 barils par jour ».

##### Autres positions
États-Unis
En septembre 2014, le New York Times souligne la difficulté du gouvernement de Barack Obama à « persuader la Turquie, où une grande partie du pétrole est cotée au marché noir, de sévir contre le vaste réseau de vente » et que « les responsables du renseignement occidentaux assurent avoir tracé le trafic de pétrole de l'EI au travers de l'Irak mais aussi dans les régions frontalières au sud de la Turquie ».
En octobre 2014, David Cohen, le sous-secrétaire pour le terrorisme et du renseignement financier du Trésor américain déclare que « l'État islamique en Irak et au Levant, connu comme ISIS, gagne pas moins d'un million de dollars par jour grâce à la vente de pétrole à certains de ses plus grands ennemis : les intermédiaires en provenance de Turquie, la communauté kurde d'Irak et le régime de Bachar al-Assad ».
En mai 2015, après avoir mené un raid qui a permis d'éliminer Abou Sayyaf (en), combattant de l'État islamique d'origine tunisienne responsable de la contrebande des champs de pétrole de l'est de la Syrie, les Américains découvrent des documents et des disques durs qui mettent au grand jour des liens entre l'État islamique et des officiels turcs dans un marché noir de pétrole et du gaz avéré, pouvant atteindre dix millions de dollars par jour,.
En octobre 2015, une enquête de l'agence de presse américaine Associated Press conclue, avec des sources provenant d’agences de renseignements, que la principale source de financement de Daesh sont les 50 millions de dollars issu du trafic illégal de pétrole volé en Syrie et en Irak notamment avec les 30 000 barils par jour de pétrole extrait de Syrie à destination de la Turquie.
Le 2 décembre 2015, face aux accusations de Moscou contre leur allié turc, les États-Unis font volte-face et renient finalement les preuves qu'ils ont découvertes et défendent la Turquie par les déclarations de Mark Toner le porte-parole du département d'État : « Nous rejetons entièrement l'hypothèse selon laquelle le gouvernement turc est en cheville avec le groupe État islamique pour faire passer du pétrole de contrebande à sa frontière » et ajoute que « nous ne voyons franchement aucune preuve, aucune, soutenant une telle accusation ».
Washington est accusé par l'armée russe de « couvrir ces actes ». Sur sa page Facebook, le ministère de la Défense russe écrit « quand des responsables américains déclarent ne pas voir comment le pétrole des terroristes est transporté en Turquie en contrebande, ce n’est même pas de la sournoiserie, cela sent la volonté de couvrir ces actes » et ajoute que « ces derniers temps, les déclarations du Pentagone et du département d’État s’apparentent à un théâtre de l’absurde » et conseille aux Américains de « consulter les vidéos prises par ses drones qui sont d’ailleurs ces derniers temps trois fois plus nombreux qu’avant à la frontière turco-syrienne et au-dessus des zones pétrolières ».
 France
Un haut fonctionnaire français a déclaré avant les faits qu'« on sait pertinemment qu’une partie du pétrole extrait sur le territoire syrien occupé par Daech prend la route de la Turquie et que le baril de pétrole dépasse rarement les 30 dollars ».
En mars 2015, la journaliste Martine Gozlan écrit dans un article du journal Marianne que « le président turc, Erdoğan, (...) achète du pétrole à Daech ».
Le 14 mars 2015, M6 diffuse dans son émission Capital, un reportage intitulé « Dans Daesh, état islamique : d'où proviennent les milliards des nouveaux barbares ? », dans lequel les journalistes Éric Declemy et Emanuel Creutze enquêtent sur les sources de financement de l'État islamique et révèlent notamment que les filières de contrebande permettent à Daesh d’écouler, en grande partie via la Turquie, sa production de pétrole, mais aussi de coton.
Le 25 novembre 2015, l'ancien premier ministre François Fillon déclare sur France Inter qu'« aujourd’hui, si je regarde du point de vue français, les Russes n’achètent pas le pétrole de l’État islamique, les Russes ne bombardent pas les Kurdes. Donc nous avons en face de nous une Turquie qui est en train de devenir un problème majeur ».
Jean-Charles Brisard, président du Centre d'analyse du terrorisme (CAT), rapporte que « le pétrole, mais aussi toute une série d’autres produits, comme des biens alimentaires que les populations ne trouvent pas en Syrie par exemple, transitent de part et d’autre des frontières turques » et que Daech « subit la brutale chute des cours du baril et brade son pétrole aux alentours des 15 dollars. À ce tarif, il n'a guère de peine à écouler ses 35 000 à 40 000 barils par jour, principalement via la frontière entre la Turquie et la Syrie »
Le 27 novembre 2015, Didier Billion, directeur adjoint de l’IRIS, révèle que « depuis de nombreux mois, des sources locales relatent clairement l’existence de convois de camions transportant du pétrole de l’État islamique entre la Syrie et la Turquie ».
Le 29 novembre 2015, le ministre des Affaires étrangères Laurent Fabius reconnaît sur RTL que « certains camions de pétrole de Daech partent vers la Turquie ».
Le 16 décembre 2015, alors que l'ambassadeur de Turquie a été auditionné par le Sénat français, le sénateur Jean-Pierre Raffarin, président de la commission des affaires étrangères, de la défense et des forces armées, déclare que « vu en France, avec les informations dont nous disposons, nous considérons comme un fait que des camions vont en Turquie ».
Selon Pierre Terzian, directeur de Pétrostratégies, la Turquie est « allié objectif » de Daech. Il déclare que « si de gros volumes sortent de Syrie, ils sont écoulés en Turquie ». Cependant, Erdoğan exercerait ainsi un « chantage constant » envers les Américains et les Européens. « Les Occidentaux sont au courant de ce trafic, mais ils ont tous la trouille de la Turquie ».
Le 11 mars 2016, François d'Orcival rappelle que la Turquie « laissait passer les convois de camions-citernes évacuant le pétrole clandestin produit par l’État islamique »
 Allemagne
Le 5 octobre 2014, sur la chaîne ZDF, la vice-présidente du Bundestag et députée verte Claudia Roth met à l'index le fait qu'« Erdoğan n'ait pas empêché le trafic d'armes de la Turquie vers la Syrie. En outre, le gouvernement Erdoğan n'a pas empêché ISIS (acronyme anglais d'« État islamique en Irak et au Levant » de vendre du pétrole à la Turquie remportant ainsi beaucoup d'argent ».
Le 12 octobre 2014, Claudia Roth réitère ses accusations sur le média kurde Rudaw, à propos des rapports « inacceptables » d'Erdoğan avec l'État islamique (EI). Elle déclare : « Je ne pouvais pas croire que la Turquie héberge un camp d'entraînement de l'EI à Istanbul [...]. La Turquie a ainsi permis que des armes puissent être transportées en Syrie à travers ses frontières. Tout comme le fait que l'État islamique ait été en mesure de vendre son pétrole via la Turquie est extraordinaire ».
Le quotidien tabloïd Bild confirme les déclarations de Poutine au sujet de la complicité de la Turquie avec les terroristes.
 Grèce
Le 26 janvier 2016, le ministre de la Défense grec Panos Kammenos déclare « qu'une grande partie de la contrebande du pétrole s'effectue sur le territoire turc. Il s'agit d'un financement du terrorisme. Il est nécessaire que la Turquie change sa position et cesse de coopérer avec des terroristes, qu'elle cesse toutes les actions qui posent problème dans la région ».
 Irak
Le 8 décembre 2015, lors d'une rencontre avec le ministre allemand des Affaires étrangères, le premier ministre irakien Haïder al-Abadi souligne « l'importance de stopper la contrebande de pétrole par les groupes terroristes de l'EI, dont la grande majorité est exportée illégalement via la Turquie ».
 Israël
Le 26 janvier 2016, le ministre de la Défense israélienne Moshe Yaalon a déclaré lors d'une rencontre avec son homologue grec Pános Kamménos que : « Daesh a profité de l'argent turc contre du pétrole pendant une très, très longue période. J'espère que ça sera fini ».
 Portugal
L'eurodéputée portugaise Ana Gomes déclare qu'« il y a sans doute des Etats membres qui achètent ce pétrole depuis la Turquie, sans trop savoir d'où ce pétrole provient exactement » en faisant écho aux accusations de l'ambassadrice de l'Union européenne en Irak, Jana Hybášková qui dénonce certains États membres de l'Union européenne d'acheter du pétrole à l'État islamique.
 Royaume-Uni
Un article du Guardian indique que « des hommes d’affaires turcs ont conclu des contrats juteux avec les extrémistes de Daech qui pratiquent la contrebande de pétrole en versant au moins 10  millions de dollars par semaine dans le trésor des terroristes  ».
 Turquie
Ali Ediboglu, un législateur CHP de la province de Hatay estime que le montant des ventes de pétrole de l’État islamique en Turquie est d'environ 800 millions de dollars en 2014.
Hurşit Güneş (en), un député du Parti républicain du peuple (CHP), accuse les autorités turques d'ignorer la lucrative contrebande de pétrole des djihadistes de Daech à la frontière de la Turquie.

#### Répercussions internationales des tensions entre Moscou et Ankara
Artyom Movsesian, directeur général de l’aviation civile arménienne, signale que les 6 et 7 octobre 2015, des hélicoptères militaires turcs ont violé l'espace aérien arménien d'une durée de 2 à 4 minutes. Selon le site d'information, Nouvelles d'Arménie, il pourrait s'agir de possibles représailles de l'incursion de MIG-29 dans l'espace aérien turc du 4 octobre 2015.
Le 24 novembre 2015, les tensions entre la Turquie et la Russie font augmenter le baril de Brent de la mer du Nord qui progresse de 1,8 % à 45,86 dollars.
Le 27 novembre 2015, le bourgmestre de Gand, Daniël Termont, refuse d'accueillir les supporters de l'équipe du Zenit Saint-Pétersbourg pour le match La Gantoise - Zenit Saint-Pétersbourg du 9 décembre 2015, pour la dernière journée de la phase de poules de la Ligue des champions, au motif qu'il y a une grande communauté turque dans la ville de Gand et que les supporters du Zenit ont mauvaise réputation. Cependant, après consultation entre le bougmestre, la police et les deux clubs, des garanties ont été apportées, ce qui a permis aux supporters russes d'assister au match dans la Ghelamco Arena.
Selon Rainer Seele, le président de la chambre de commerce germano-russe, qui regroupe 850 sociétés, deux tiers des entreprises allemandes actives en Russie qui produisent en Russie, mais qui s'approvisionnent en Turquie ou qui emploient des Turcs, subissent les effets des sanctions économiques imposées par Moscou à la Turquie.
En raison des tensions diplomatiques entre la Russie et la Turquie, le grand concile panorthodoxe prévu à la Pentecôte 2016 ne pourrait plus se tenir à Istanbul, siège du Patriarcat œcuménique de Constantinople, mais pourrait se tenir en Crète.

### Réactions internationales

#### Soutien de la Turquie
- États-Unis : Barack Obama prend la défense de son allié en disant que « la Turquie, comme tous les pays, a le droit de défendre son territoire et son espace aérien »[443].

- Lituanie: Le ministre des Affaires étrangères Linas Linkevicius soutient le droit à la légitime défense de la Turquie[444].

- Ukraine : le secrétaire de la Sécurité nationale et du Conseil de Défense ukrainienne, Oleksandr Tourtchynov, déclare que l'aviation turque a agi professionnellement comme tout pays civilisé doit fonctionner lorsque son espace souverain est violé par un avion de guerre d'un autre État. Il ajoute que l'Ukraine devrait également abattre tous jets russes qui violent l'espace aérien de l'Ukraine[445].

#### Condamnation de la Turquie
- Allemagne : Le vice-chancelier Sigmar Gabriel déclare que les actions turques sont imprévisibles[446].

- Arménie : le ministre de la Défense de l'Arménie, Seyran Ohanian, affirme que la destruction du Su-24, « était un coup aux efforts pour la lutte contre le terrorisme »[447]. En mars 2016, l'ancien secrétaire du Conseil national de sécurité Artur Baghdasaryan (en) affirme que l'Arménie doit soutenir la Russie dans le cas d’une guerre russo-turque[448].

- Chypre : le président chypriote Níkos Anastasiádis déclare que « tandis que des efforts sont en cours pour coordonner la communauté internationale dans la lutte contre le terrorisme, l'épisode d'hier sape et constitue un coup dur pour tous les efforts déployés par des pays comme les États-Unis, la Russie et l'UE pour travailler ensemble et atteindre cet objectif »[449].

- Grèce : le Premier ministre grec Aléxis Tsípras réagit à l'incident sur Twitter en rappelant que les avions militaires turcs violent régulièrement l'espace aérien grec en disant : « Heureusement que nous n'avons pas la gâchette aussi facile que vous avec les Russes »[450]. Il déclare à l'intention du gouvernement turc que « ce qui se passe en mer Égée est stupide et inconcevable [...]. Nous dépensons des milliards en armements, vous pour violer l’espace aérien, nous pour vous intercepter »[451]. Le ministre grec des Affaires étrangères Níkos Kotziás a exprimé sa solidarité avec la Russie dans une conversation téléphonique avec son homologue russe Lavrov[452].

- Irak : le vice-président irakien Nouri al-Maliki déclare qu'« Erdoğan clame qu'un avion russe est entré dans l'espace aérien de la Turquie pendant quelques secondes, oubliant que ses propres avions violent l'espace aérien irakien et syrien tous les jours » et ajoute que « le double jeu et la politique agressive d'Erdoğan menacent d'une nouvelle guerre mondiale »[453].

- Israël: Le ministre de la Défense Moshe Ya'alon déclare que la Russie prévient Israël quand ses forces en Syrie planifient des opérations près de la frontière israélo-syrienne. Il rappelle aussi qu'un incident dans lequel un appareil russe qui avait traversé le territoire israélien a été vite résolu par des communications directes[454]

- Kazakhstan : le président de la république du Kazakhstan, Noursoultan Nazarbaïev déclare que « le bombardier russe n'a pas attaqué la Turquie, il n'était pas en train de viser la Turquie, mais était guerre avec les terroristes »[455].

- Luxembourg : le ministre des Affaires étrangères Jean Asselborn affirme dans une interview au magazine allemand Spiegel, que la Turquie ne peut pas compter sur l'aide de l'OTAN en invoquant l'article 5 du traité si Ankara est en position d'agresseur[456].

- Serbie : le président serbe Tomislav Nikolić rappelle que la Turquie a souvent violé l'espace aérien grec et syrien et que « maintenant on ne peut guère espérer l'aide de la Turquie dans la lutte contre le terrorisme »[457].

- Syrie : un officiel syrien dénonce l'attaque turque en déclarant que « dans une agression flagrante contre la souveraineté syrienne, la partie turque a abattu ce matin un avion russe ami sur le territoire syrien, à son retour d'une mission de combat contre le groupe Daech »[458].

- Turquie : le leader du Parti démocratique des peuples, Selahattin Demirtaş, déclare que « nous avons critiqué les actions du gouvernement quand l'avion russe a été abattu »[459].

#### Appels à l'apaisement
- OTAN : Jens Stoltenberg, secrétaire général de l'OTAN, affirme que l'organisation est solidaire de la Turquie (elle-même membre de l'organisation)[460], qu'il faut plus de négociations entre Moscou et Ankara et que les deux protagonistes doivent éviter les accidents pouvant dégénérer. Il en appelle à la paix et à la désescalade.
- ONU : Ban Ki-moon, secrétaire général de l'ONU, exprime sa préoccupation, appelant les parties à des mesures urgentes pour améliorer la situation[461].
- France : le président français François Hollande plaide pour un apaisement en disant qu'« il faut éviter toute escalade qui serait dommageable »[462]. Quelques jours plus tard, l'armée française demande à la Turquie l'autorisation de survoler son espace aérien. Le gouvernement turc autorise la France à « utiliser l'espace aérien turc » dans le cadre de la coalition internationale contre le groupe de l'État islamique[463]. Le 19 février 2016, Hollande rappelle à la désescalade en dénonçant un risque de guerre provoqué par une implication turque en Syrie en disant que « la Turquie est impliquée en Syrie. [...] Là, il y a un risque de guerre ». « C'est pourquoi le Conseil de sécurité (de l'ONU) se réunit en ce moment. [...] Ce ne sera pas une guerre directe mais peut-être une guerre indirecte »[464].

#### Analyse des experts
Le diplomate français Pierre Vimont considère que les différents acteurs de la lutte contre l’État islamique ont des priorités différentes, voire opposées, ce qui explique cette crise.
Le chercheur de l'Université de Sydney, Stuart Rollo, déclare que « Vladimir Poutine a qualifié le gouvernement de Recep Tayyip Erdoğan de « complices des terroristes ». Accusation souvent adressée à la Turquie par les occidentaux mais de manière plus diplomatique » et ajoute que la Turquie est devenue un « allié dangereux qui risque de plonger l'Otan dans un conflit indésirable avec la Russie ».
Jean-Claude Allard, directeur de recherche à l'IRIS, déclare que « ce geste de la part des Turcs me semble signifier clairement qu'ils ne veulent pas entrer dans la coalition ».
Henri Barkey et William Pomeranz, chercheurs au Woodrow Wilson International Center for Scholars, déclarent que « le seul vainqueur de ces derniers développements (la destruction du Su-24 par des F-16 turcs), c'est Assad ».
Norhane Al-Sayed, professeure de sciences politiques à l’Université du Caire, affirme que « les forces russes réalisent de grandes avancées en Syrie et ont réussi à fragiliser Daech, ce qui va permettre au régime d’Al-Assad de survivre au grand dam de la Turquie. N’oublions pas non plus que Moscou a réussi à discréditer Ankara sur la scène internationale, affirmant détenir des preuves de l’implication de la Turquie dans le trafic de pétrole de Daech. De plus, la Turquie a commencé à sentir l’effet des sanctions russes dans le secteur du commerce et du tourisme. En janvier, les volumes des exportations turques ont diminué de 65 %. La situation dans le secteur touristique n’est pas meilleure. Au lieu de présenter ses excuses sur le sujet de l’avion russe frappé le 24 novembre, Erdoğan ne fait qu’escalader la crise ».